# Geographie Deutschlands

Großräumliche Lage in Europa

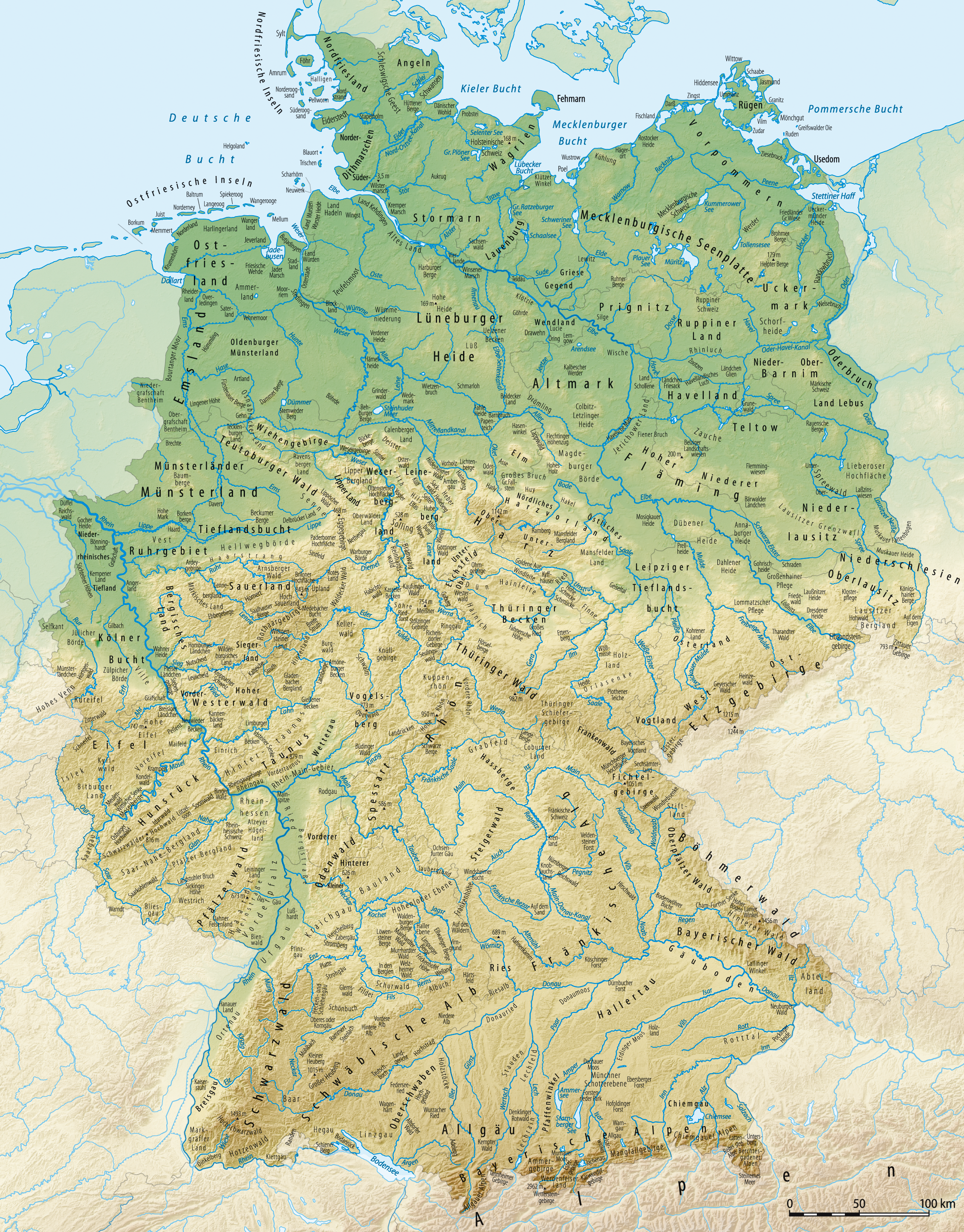
Deutschlands Landschaften

Die Geographie Deutschlands ist die Beschreibung der physischen Beschaffenheit des Staatsgebietes der Bundesrepublik Deutschland sowie die hierdurch bedingte Wechselwirkung zwischen diesem Lebensraum und seinen Bewohnern.
Deutschland kann großräumig unterteilt werden in die deutschen Gewässer und Inseln der Nord- und Ostsee, das Norddeutsche Tiefland, die Gebirge der Mittelgebirgsschwelle, das Südwestdeutsche Schichtstufenland, das Alpenvorland und die Alpen. Wesentlich für die Geomorphologie des Landes waren die Gletscher der letzten Kaltzeit. Sie bestimmten in vielfältiger Weise die heutigen Eigenschaften von vielen Seen, Flüssen und dem Boden.
Die ausdifferenzierte Wirtschaft Deutschlands hat im Laufe der Geschichte regionale Schwerpunkte gebildet, die nicht unwesentlich durch geographische Faktoren befördert wurden. Die Gründe für die heutige ungleichmäßige Bevölkerungsverteilung sind ebenfalls ein Thema, das in der Humangeographie untersucht wird.

## Physische Geographie

### Geologie

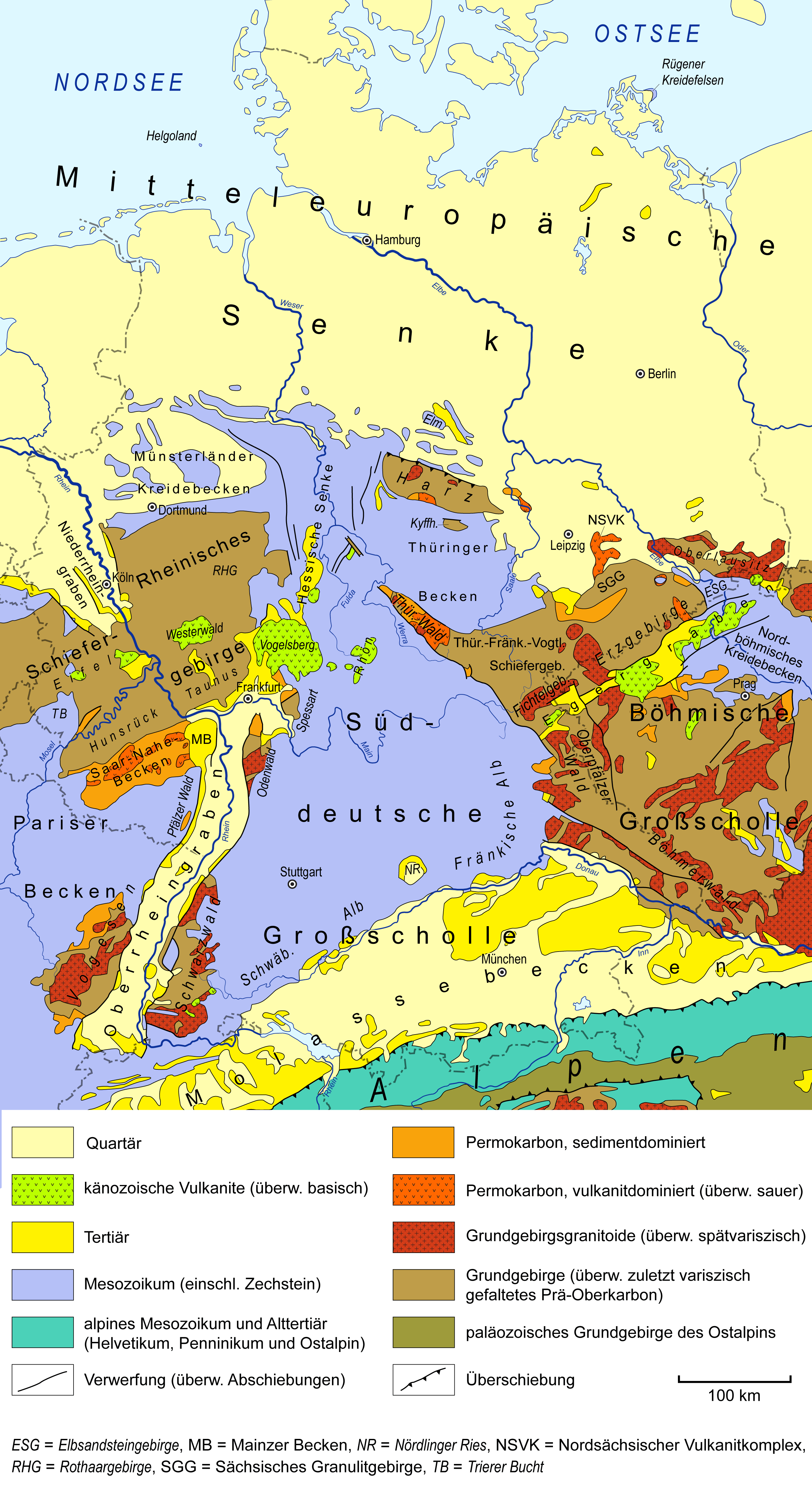
Vereinfachte Karte der Oberflächengeologie Deutschlands

Deutschland erstreckt sich in Nord-Süd-Richtung 876 km (Sylt – Allgäu) und in Ost-West-Richtung 640 km (Nähe Görlitz – Nähe Aachen).
Anhand der Oberflächengeologie lässt sich Deutschland vereinfachend in vier Großregionen gliedern: Den eiszeitlich geprägten Norden, der von den Küsten bis in etwa zum Mittellandkanal, zur Mittelelbe und zur Oberlausitz reicht, die Mittelgebirge (Rumpfgebirge), den von der Fernwirkung der Alpenentstehung stärker geprägten südlichen Teil bis zum Alpenrand und im äußersten Süden die deutschen Alpen. Die Alpen haben im Vergleich zu den anderen genannten Regionen nur einen sehr geringen Anteil am deutschen Staatsgebiet.
Der Norden ist geologisch relativ eintönig und großflächig von Gletscher- und Schmelzwassersedimenten des Quartärs bedeckt. Typisch sind unter anderem sandige Lockersedimente und geröllführende Moränenablagerungen, mit teilweise mehreren Tonnen schweren Findlingen. Die Gerölle und teilweise auch die feineren Sedimente sind während der Kaltzeiten des Pleistozäns mit dem Inlandeis aus Skandinavien nach Norddeutschland verfrachtet worden.
Geologisch deutlich abwechslungsreicher sind die Mitte und der Süden Deutschlands. Dort stehen vor allem Gesteine des variszischen Grundgebirges und des mesozoischen Deckgebirges großflächig an, aus denen sich die deutschen Mittelgebirgslandschaften herausmodelliert haben. Das Grundgebirge besteht aus variszisch (das heißt im Jungpaläozoikum) gefalteten Gesteinen, von denen ein Teil während der Faltung in metamorphe Gesteine, wie Gneis, Glimmerschiefer oder Amphibolit, umgewandelt wurde. Vor allem diese metamorphen Teile des Grundgebirges sind von großen Granitkörpern durchsetzt, die zusammen mit den Metamorphiten sogenannte Kristallinkomplexe bilden. Unter anderem sind der Schwarzwald sowie das Fichtelgebirge und das Erzgebirge mit dem dazwischenliegenden östlichen Vogtland und Elstergebirge zu einem Großteil aus Kristallin aufgebaut. Die Grundgebirgsregionen mit faktisch nicht-metamorphen, gefalteten Gesteinen, wie Grauwacke, Tonschiefer oder „Diabas“, in denen keine oder nur geringumfänglich Granite vorkommen, werden unter dem Begriff Schiefergebirge zusammengefasst. Das Rheinische Schiefergebirge (speziell Rothaargebirge, Siegerland, Eifel, Hunsrück, Taunus), der Harz und das Thüringisch-Fränkisch-Vogtländische Schiefergebirge (Thüringer Schiefergebirge, Frankenwald, westliches Vogtland) bestehen aus solchen Gesteinen. Zwar fand die variszische Gebirgsbildung im Paläozoikum statt, die erneute Heraushebung der Kristallin- und Schiefergebirgskomplexe und damit die Entstehung der heutigen Oberflächenformen, setzte jedoch erst im Verlauf des Tertiärs ein und steht mit der Bildung der Alpen im Zusammenhang.

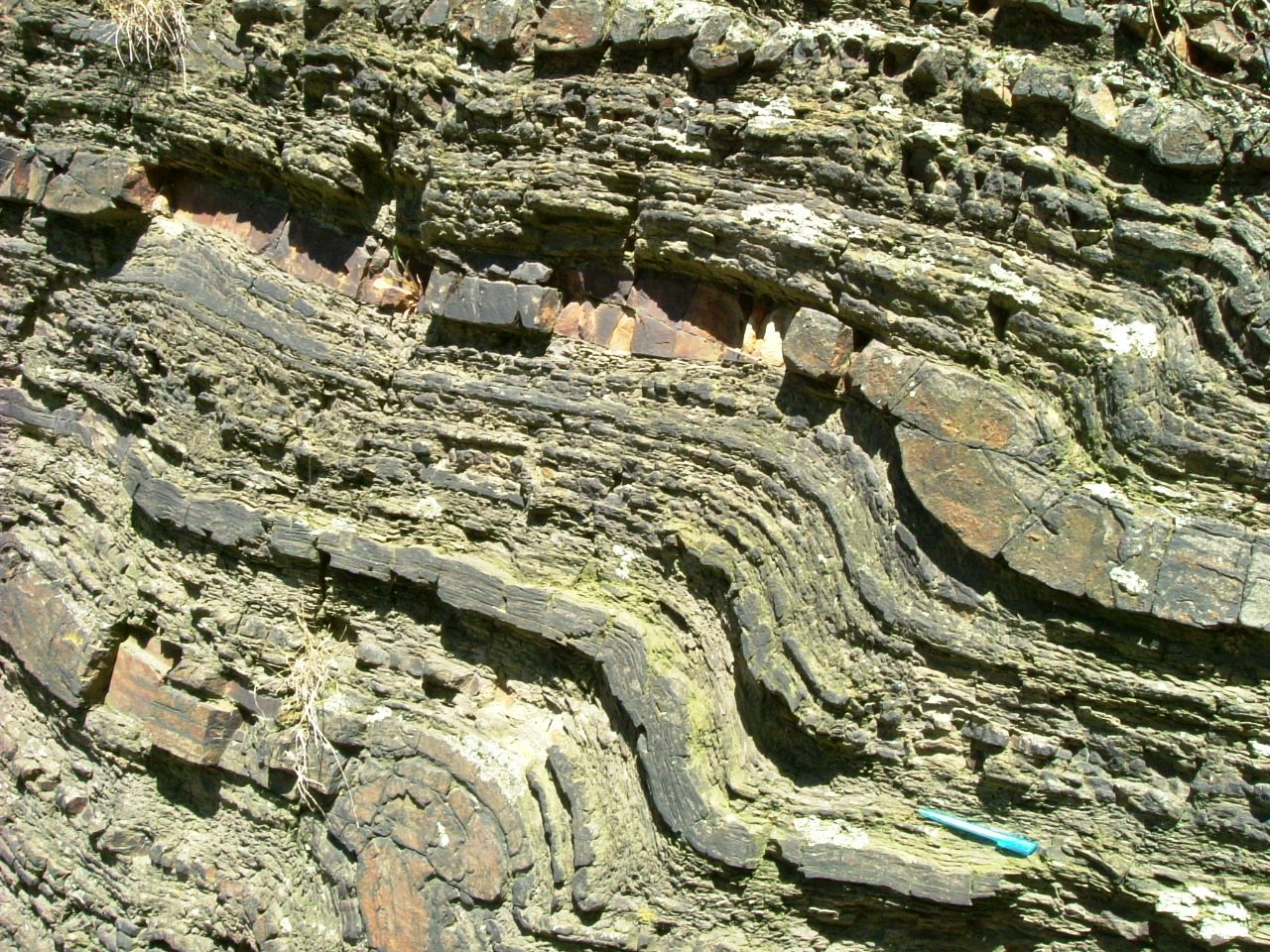
Leicht in Falten gelegte Wechselfolge aus marinen Sand-, Silt- und Tonsteinen des Oberdevons (Famenne), sogenannter Condroz-Sandstein, Aachen (Rheinisches Schiefergebirge)

In der Spätphase der variszischen Faltungsperiode (Oberkarbon) bildeten sich die vor allem im 19. und 20. Jahrhundert wirtschaftlich sehr bedeutenden Steinkohlevorkommen des Ruhrgebietes. Die Steinkohleflöze und die kohlearmen Zwischenschichten werden unter der Bezeichnung Ruhrkarbon zusammengefasst. Die Zwischenschichten repräsentieren Abtragungsmaterial des variszischen Hochgebirgssystems, das sich als Außenmolasse in der sogenannten variszischen Vorlandsenke ansammelte. Weil das Ruhrkarbon sowie das kohleführende Karbon des Aachener Reviers, der Niederlande und Belgiens von der Gebirgsbildung zuletzt erfasst und insgesamt weniger stark betroffen waren, sind sie nicht unmittelbar als Teil des variszischen Grundgebirges zu sehen und werden als Subvariszikum von diesem unterschieden.
Im südlichen Sachsen-Anhalt, in Nord- und Mittelsachsen und vor allem im Thüringer Wald und in Rheinland-Pfalz treten Schichten zutage, die ähnlich alt (Oberkarbon bis Mittelperm) und zumindest teilweise ähnlich ausgebildet sind, wie das Ruhrkarbon. Sie sind weitgehend ungefaltet und repräsentieren ebenfalls die Abtragungsphase des variszischen Hochgebirges, jedoch handelt es sich nicht, wie beim Subvarizikum, um Ablagerungen eines Vorlandbeckens, sondern um sogenannte Innenmolasse. Während die karbonische Innenmolasse oft steinkohleführend ist, zeichnet sich die permische Innenmolasse (Rotliegend) durch kohlefreie Rotsedimente aus. Zudem wurde die Rotliegendsedimentation vielerorts von einem intensiven Vulkanismus begleitet. In dieser Hinsicht besonders häufig in der Rotliegend-Abfolge sind Rhyolithe („Quarzporphyre“). Karbon- und Rotliegendmolasse der innervariszischen Becken werden auch unter dem Begriff Permosilesium zusammengefasst und als Übergangsstockwerk bezeichnet (überleitend vom Grundgebirgsstockwerk zum Deckgebirgsstockwerk).
Die Oberflächengeologie Thüringens, Hessens, Frankens und Schwabens wird vom ungefalteten mesozoischen Deckgebirge beherrscht, vor allem von den Ablagerungsgesteinen der Trias. Die Trias Mitteleuropas nördlich der Alpen wird auch Germanische Trias genannt. Sie besteht aus den Abfolgen Buntsandstein, Muschelkalk und Keuper. In Schwaben und Franken stehen zudem großflächig Gesteine des Jura an. Eine besondere Bedeutung kommt hierbei den überwiegend aus Kalksteinen bestehenden Schichten des süddeutschen Oberjura (Weißer Jura) zu, die die Schwäbische und die Fränkische Alb aufbauen. Sie enthalten unter anderem eines der berühmtesten Fossilien der Welt, den „Urvogel“ Archaeopteryx. Die Ablagerungen der Kreidezeit sind nur in Norddeutschland, speziell im nördlichen Harzvorland (Subherzyn), im Münsterland und auf Rügen, durch „Kreide“ (das heißt spezielle Kalksteine) vertreten. Im Elbsandsteingebirge in Sachsen und in der Fränkischen Alb herrschen in der Kreidezeit Sandsteine vor.

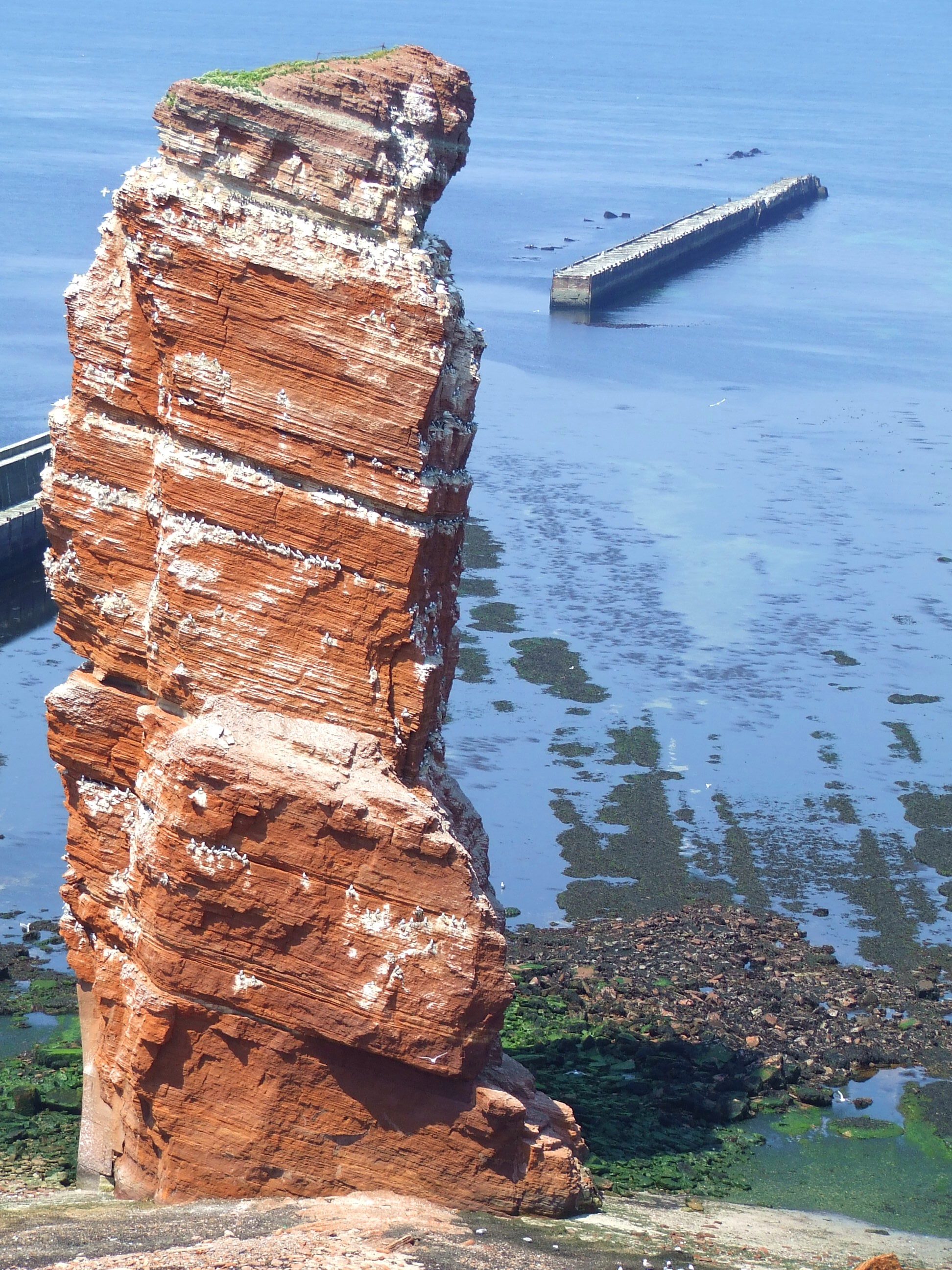
Die Lange Anna auf Helgoland, Felsen aus Sedimenten des Buntsandsteins (Untertrias). Helgoland liegt oberhalb eines Salzstockes aus Zechstein-Salz, der die triassischen Schichten an die Oberfläche gedrückt hat.

Ebenfalls bereits zum Deckgebirge gerechnet wird der Zechstein, der im Oberperm (das heißt noch im Paläozoikum) abgelagert wurde und daher noch unterhalb der Buntsandsteins lagert. Wirtschaftlich bedeutend ist er vor allem wegen seiner ergiebigen Stein- und Kalisalzlagerstätten, unter anderem auch wegen der Salzstöcke, die sich im Untergrund Norddeutschlands aus einst horizontal lagerndem Zechsteinsalz gebildet haben.
Der Oberrheingraben und das Alpenvorland nehmen als geologisch junge Senkungsgebiete mit ihren großflächig verbreiteten känozoischen Sedimenten eine Sonderstellung in Süddeutschland ein. Dort, wie auch im Übergangsbereich von der Norddeutschen Tiefebene zu den Mittelgebirgen, kommen neben den quartären auch tertiäre Ablagerungen oberflächennah vor. Das Tertiär ist wirtschaftlich vor allem wegen seiner Braunkohlevorkommen bedeutend, die jedoch nur fleckenhaft entwickelt sind, speziell im Rheinischen Braunkohlerevier, im Raum Helmstedt, im Raum Halle-Leipzig und in der Niederlausitz. Das Tertiär und teilweise auch das Quartär West-, Mittel- und Süddeutschlands enthalten zudem Zeugnisse einer zweiten großen Episode von festländischem Vulkanismus in Mitteleuropa. Im Gegensatz zum Rotliegend-Vulkanismus hinterließ der Tertiär-Vulkanismus vorwiegend Basalt und verwandte Gesteine, die unter anderem den Vogelsberg, den Westerwald und große Teile der Rhön bedecken. Die Eifel ist noch heute geringfügig vulkanisch aktiv, was sich im dortigen Vorkommen von Quellen mit sehr kohlendioxidreichem Wasser (Mofetten) äußert, für die der Geysir Andernach, der mit 50 bis 60 Metern höchste Kaltwassergeysir der Erde das eindrucksvollste Beispiel liefert. Mit dem Laacher See stellt die Eifel zudem einen der jüngsten Vulkane auf deutschem Territorium.
Die Gesteine der Alpen sind, wie die des variszischen Grundgebirges, gefaltet, jedoch fand diese Faltung erst am Ende des Mesozoikums und im Tertiär statt. Die Alpen enthalten daher, anders als die nördlich von ihnen gelegenen Regionen, auch gefaltete mesozoische und känozoische Sedimentgesteine. Die deutschen Alpen sind überwiegend aus Kalksteinen der mittleren und oberen Trias aufgebaut (Nördliche Kalkalpen). Diese Abfolgen sind nicht im heutigen Mitteleuropa abgelagert, sondern im Zuge der Alpenentstehung von Süden als tektonische Decke an ihre heutige Position transportiert worden. Sie werden daher als Alpine Trias von der Germanischen Trias unterschieden.
Weil Deutschland nicht an einer Plattengrenze, sondern vollständig auf der Eurasischen Platte liegt, zählt es zu den Regionen mit geringer Erdbebenaktivität. Einige Gegenden in Deutschland liegen jedoch an aktiven Verwerfungslinien und erfahren daher relativ häufig Erdbeben, die bisweilen vergleichsweise stark ausfallen können. Dies trifft insbesondere auf den Niederrheingraben mit der Kölner Bucht und den Oberrheingraben sowie auf das Vogtland zu.

### Geomorphologische Gliederung
Das in Mitteleuropa liegende Deutschland weist mehrere großräumige Landschaften auf, die geomorphologisch untergliedert werden können. Eine Gliederung des Landes in naturräumliche Großregionen kann alternativ vorgenommen werden.

#### Nord- und Ostsee

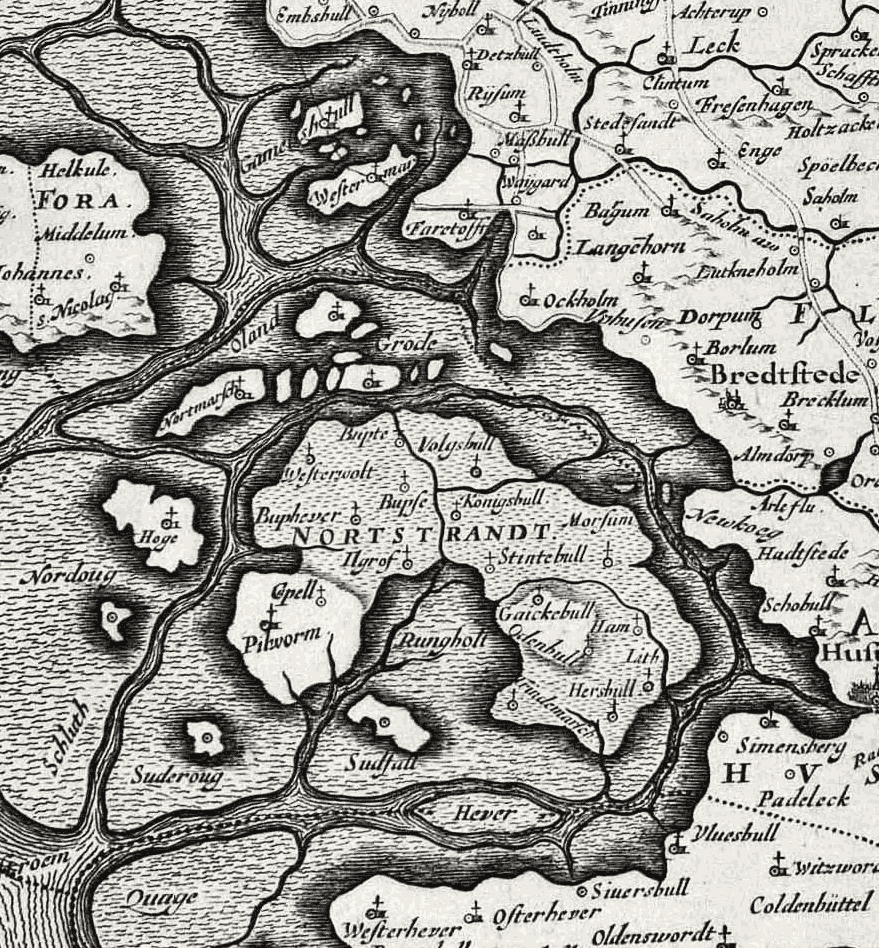
Das Gebiet der Halligen um 1650

Die Geschichte der Ostsee ist bestimmt durch das Abschmelzen der 2–3 km dicken skandinavischen Eisschicht der Weichsel-Kaltzeit vor etwa 12.000 Jahren. Zuerst bildete sich der Baltische Eisstausee, dem sich das Yoldiameer, der Ancylussee und vor 8000 bis 8500 Jahren das Littorinameer anschlossen. In einem Zusammenspiel von Landhebung und Anstieg des Meeresspiegels wechselten sich so Binnensee und Binnenmeer nacheinander ab. Zuletzt senkte sich der südliche Bereich der Ostsee infolge der Landhebung Skandinaviens und es entstanden die Küstenformen der Buchten- und Fördenküste (vollgelaufene, von Gletschern ausgehobelte Vertiefungen) und der Bodden- beziehungsweise Boddenausgleichsküste (durch Zuführung von Material verbinden sich vormalige Moränen durch schmale Landbrücken miteinander).
Die Nordsee stieg über die letzten 7500 Jahre gerechnet, um etwa 33 Zentimeter pro Jahrhundert an. Große Teile des Nordsee waren zeitweilig frei von Wasser, so dass beispielsweise Großbritannien zu Fuß erreicht werden konnte. Auch in jüngerer Zeit sind weitere große Landflächen im Meer verschwunden. So bildeten nach Aufzeichnungen von Waldemar II. um ca. 1230 die Nordfriesischen Inseln eine fast geschlossene Fläche. Erst die verheerenden Zerstörungen der Zweiten Marcellusflut (1362) und der Burchardiflut (1634) spülten große Teile des Schwemmlandes weg. Dabei zerfiel die große Insel Strand, und übrig blieben die Inseln Pellworm und Nordstrand, sowie die Halligen Nordstrandischmoor und Südfall. An der Nordseeküste entstanden nach der letzten Eiszeit auch neue Landschaften: Das Wattenmeer und das Marschland.

#### Norddeutsches Tiefland

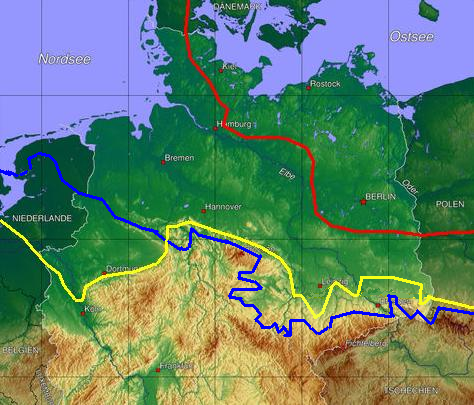
Maximale Eisrandlage der jüngeren Weichsel-Kaltzeit (rote Linie), der Saale-Kaltzeit (gelbe Linie) und der älteren Elster-Kaltzeit (blaue Linie)

Das Norddeutsche Tiefland ist eine Großlandschaft, die sich von Emden über Hannover, Berlin und Frankfurt (Oder) erstreckt und auch für den Nordwesten Polens charakteristisch ist. Sie misst etwa 200 km in Nord-Süd-Richtung.
An den küstennahen Gebiete der Ostsee finden sich eine Vielzahl von Bodden, vom offenen Meer durch Landzungen abgetrennte Gewässer. Im nordöstlichen Mecklenburg-Vorpommern schließt sich relativ flaches Land an. Die höher gelegenen, seenreichen Gebiete, wie die Mecklenburgische Seenplatte und die Mecklenburgische Schweiz sind Höhenzüge mit vereinzelten über hundert Meter hohen Bergen. In Brandenburg gibt es weitere Höhenzüge und ganz im Süden liegt der erste über 201 m hohe Berg, die Heidehöhe. Der nördliche Höhenzug, der Baltische Landrücken, entstand durch glaziale Schuttablagerungen während der Weichsel-Kaltzeit und der südliche Höhenzug, der Südliche Landrücken, während der Saale-Kaltzeit.
An der Nordseeküste wechseln sich stattdessen Geestlandschaften und die etwas tiefer liegenden Marschen ab. Während die Marsch ohne natürliche Erhebung etwa auf Höhe des Meeresspiegels durch allmähliche Verlandung von Wattgebieten entstanden ist, sind die Geestlandschaften Formen der Glazialen Serie. Im östlichen Teil der Norddeutschen Tiefebene finden sich vornehmlich die in der Weichseleiszeit entstanden Urstromtäler, Endmoränen und Sander, die eine höhere Reliefenergie aufweisen als die durch die älteren Phasen der Saaleeiszeit entstandenen glazielen Formen der westlichen Tiefebene, die weitaus älter und damit mehr abgetragen sind. Den dort abgelagerten Sand kann man beispielsweise in der rund fünf Quadratkilometer großen Lieberoser Wüste sehen.

#### Mittelgebirgsschwelle und Südwestdeutsches Stufenland

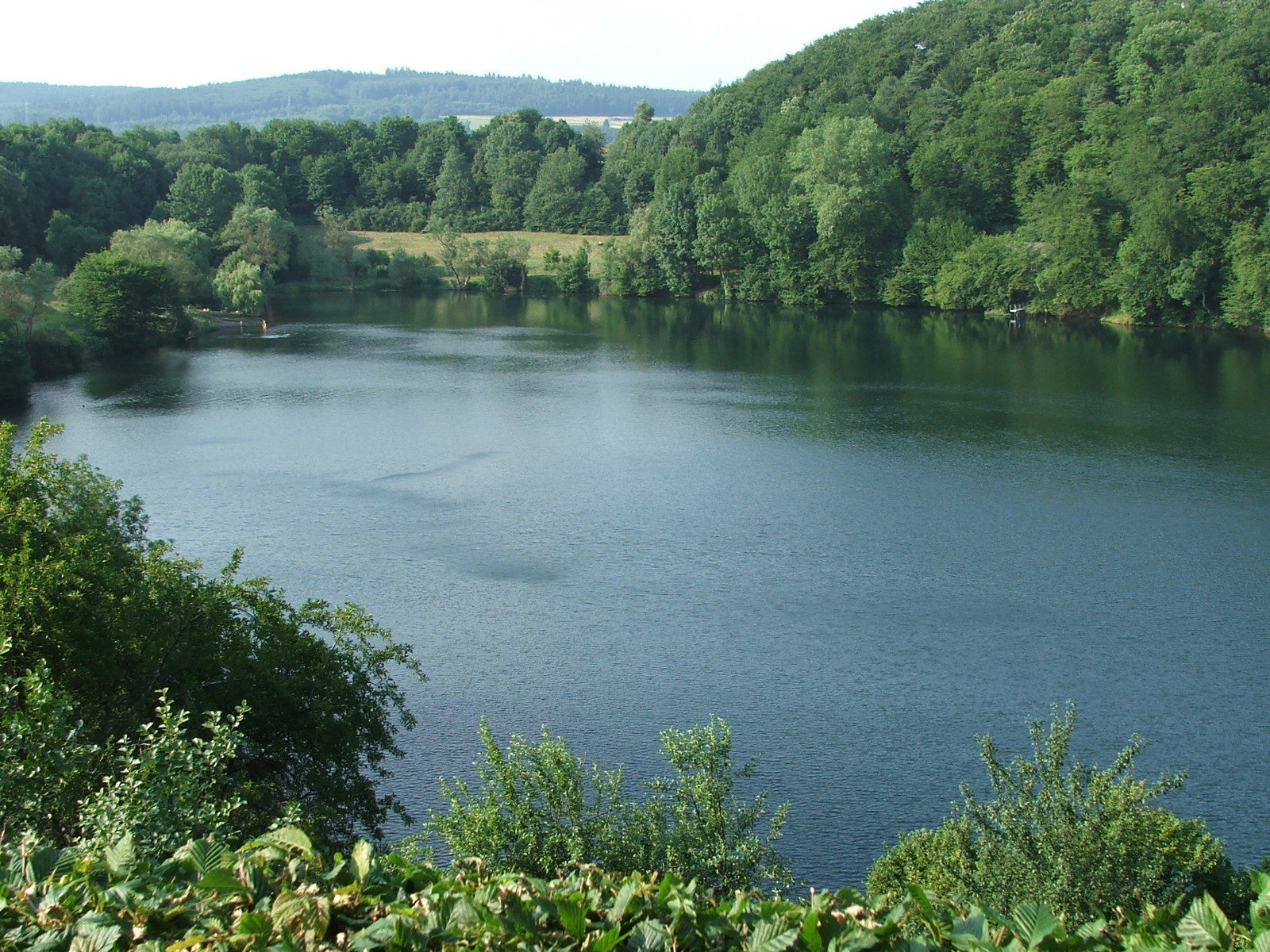
Ulmener Maar, von den Ulmener Burgen aus betrachtet

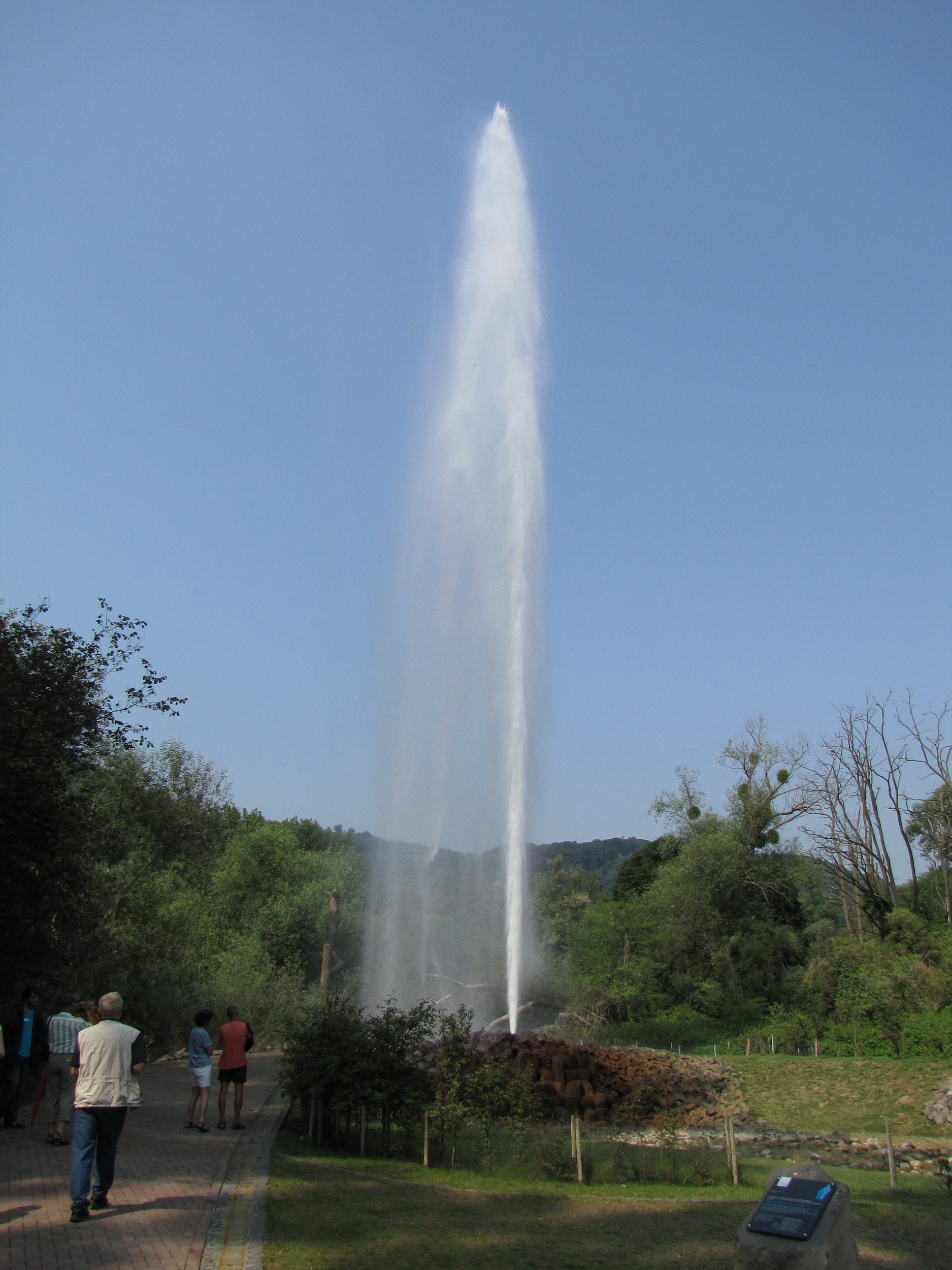
Der Geysir Andernach ist der weltweit höchste Kaltwassergeysir.

Die Gebirge der Mittelgebirgsschwelle gehören mit einer Höhe zwischen 500 m und 1500 m zu den Mittelgebirgen. Sie sind geologisch dadurch gekennzeichnet, dass sich hier nach der variszischen Orogenese wiederholt Binnenmeere befanden, deren Ablagerungen im Zuge der alpidischen Orogenese angehoben und durch die Erosion teilweise wieder eingeebnet wurden.
Gebirge wie das Rheinische Schiefergebirge, der Vogelsberg, die Rhön und die Sudeten hatten bei ihrer Entstehung vulkanische Phasen. Im Rheinischen Schiefergebirge ist die Vulkaneifel geprägt durch Vulkankrater, mächtige Bims- und Basalt-Ablagerungen und Maare. Vor 13.000 Jahren brach der Laacher-See-Vulkan aus, wobei etwa 5 Kubikkilometer Magma in 4 bis 5 Tagen ausgeworfen wurde. Der jüngste Vulkanausbruch auf deutschem Boden geschah vor ca. 11.000 Jahren im Ulmener Maar bei Ulmen. In der Vulkaneifel treten bis in die Gegenwart Kohlenstoffdioxidquellen (Mofetten) zutage, deren eindrucksvollstes Beispiel der Geysir Andernach ist, der mit 50 bis 60 Metern höchste Kaltwassergeysir der Erde. Der Vogelsberg ist das größte zusammenhängende Basaltmassiv Europas und überdeckt dabei eine Fläche von 2500 km². Das Lausitzer Gebirge in den Sudeten besteht hauptsächlich aus Sandstein. Wiederholt durchbrachen Vulkane diesen Sandstein, so dass es zu großen Basaltablagerungen kam.
Vor ca. 35 Millionen Jahren begann aufgrund plattentektonischer Prozesse die Bildung der Oberrheinischen Tiefebene. Es gibt dort viele erloschene Vulkane, wie zum Beispiel Kaiserstuhl, Hegau, Schwäbischer Vulkan, Katzenbuckel und Pechsteinkopf. Als eine weitere Folge stiegen die Gebiete beiderseits des Grabens stark an, wobei auf deutscher Seite der Schwarzwald und der Odenwald entstanden, die Teil des Südwestdeutschen Stufenlandes sind. An den Stellen, an welchen dabei marine Ablagerungen offen zu Tage liegen, kommt es durch Auswaschung von Kalk zur unterirdischen Höhlenbildung, zur sogenannten Verkarstung. Dort versickern die Niederschläge fast vollständig, und dies führt zu einem wasserarmen Gebiet. Die Venus vom Hohlefels, das älteste plastische Kunstwerk der Menschheit wurde in der Höhle Hohler Fels (Schwäbische Alb) gefunden. Es stammt aus der Würm-Kaltzeit.
Eine der seismisch aktivsten Regionen liegt im Grenzgebiet zu Tschechien, im Egergraben. Dieser verläuft vom sächsischen Vogtland über Nordwestböhmen bis zum bayerischen Sechsämterland. Der Egergraben ist geologisch vergleichbar mit der Oberrheinischen Tiefebene und er ist bekannt für die häufig auftretenden Schwarmbeben in Westböhmen und im Vogtland.
Es gibt mit dem Nördlinger Ries und dem Steinheimer Becken zwei große Meteoritenkrater in Deutschland.

#### Alpenvorland und Alpen

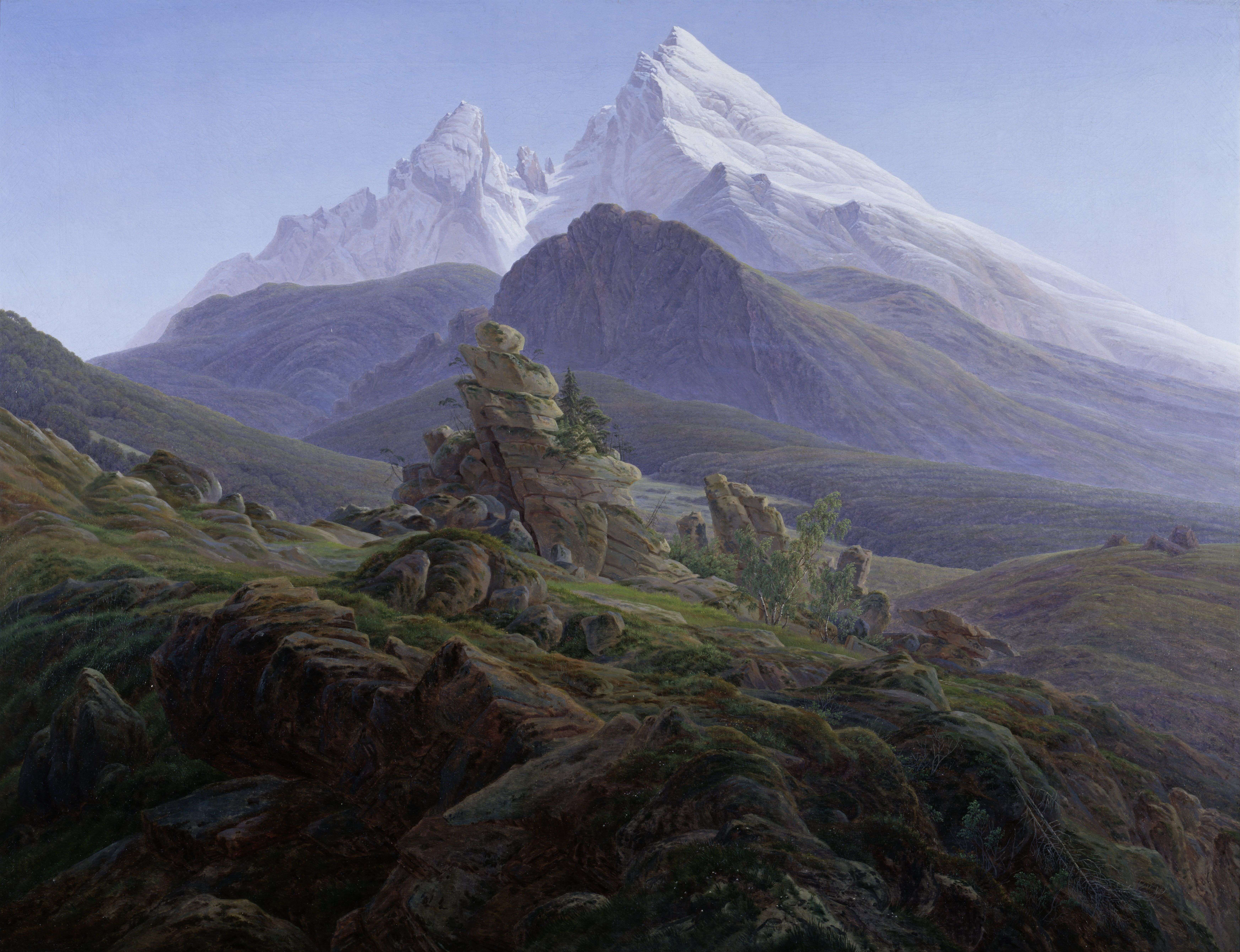
Der Watzmann von Caspar David Friedrich, um 1824–1825

Die Alpen sind das größte Gebirge Europas und eine Klima- und Wasserscheide. Sie fallen auf deutschem Gebiet allmählich auf das Bayerische Alpenvorland und das Allgäu ab.
Der in Deutschland liegende Teil der Alpen zählt zu den Nördlichen Kalkalpen. Er ist zum größeren Teil aus Kalkstein aufgebaut, der allerdings von Süden her überschoben wurde. Der Gebirgsbildung der Alpen, die heute noch anhält, wirkt die Verwitterung entgegen, wodurch Gestein von Gletschern in Form von Moränen und von Flüssen nordwärts transportiert wurde. Der weiteste Eisvorstoß erfolgte in der Riß-Kaltzeit (zeitgleich zur Saale-Kaltzeit in Norddeutschland) und die jüngste Vorlandvereisung in der Würm-Kaltzeit (zeitgleich zur Weichsel-Kaltzeit in Norddeutschland). So entstand beispielsweise der heutige Bodensee als Sammelbecken für das Schmelzwasser des bis zu dem heutigen Schaffhausen reichenden Rheingletschers und die Münchner Schotterebene ist ein über mehrere Kaltzeiten hinweg entstandener maximal 300 Meter mächtiger 1500 km² großer Sander.
Das Alpenvorland und die Täler der Alpen sind durch die ausgedehnten Grünlandschaften bekannt. Die Region ist dünn besiedelt und wirtschaftlich von der Landwirtschaft und vom Tourismus abhängig.

### Klimageographie
Deutschland gehört zur gemäßigten Klimazone Mitteleuropas im Bereich der Westwindzone und befindet sich im Übergangsbereich zwischen dem maritimen Klima und dem kontinentalen Klima. Das Klima wird unter anderem vom Golfstrom beeinflusst, der die klimatischen Werte für die Breitenlage ungewöhnlich mild gestaltet. Ein weiterer Einflussfaktor ist der Föhn, der kurzzeitig im Erzgebirge und im Alpenvorland auftritt. Der Alpenföhn kann zu starken Stürmen mit Spitzengeschwindigkeiten von 150 km/h führen und macht sich bis etwa zur Donau bemerkbar. Im Winter und Frühjahr kann er zu erheblichen Temperaturerhöhungen führen und damit die Schneeschmelze beeinflussen.
Es kommt gelegentlich zu extremen Wetterbedingungen wie langanhaltenden Dürren, Orkanen, Tornados, Hagel, strengem Frost oder extremer Hitze. So kam es im Jahr 1972 über Mittel- und Westeuropa zum Orkan Quimburga, 1999 zum Orkan Lothar und im Jahr 2007 zum Orkan Kyrill. Der Hagelsturm von München am 12. Juli 1984 verursachte den bis dahin größten Versicherungsschaden. Regelmäßig gibt es Hochwasser, die nach intensiven Regenperioden im Sommer (Oderhochwasser 1997, Oderhochwasser 2010, Elb- und Donauhochwasser 2002, Elbhochwasser 2006, Hochwasser in Mitteleuropa 2013, Hochwasser in Westdeutschland 2021) oder nach der Schneeschmelze im Winter (Rheinhochwasser 1993) zu Überschwemmungen und erheblichen Zerstörungen führen können. Dass es am Rhein häufiger zu Hochwasser kommt, liegt wahrscheinlich an der im 19. Jahrhundert unter der Leitung von Tulla durchgeführten Rheinbegradigung, die weitgehend zur Beseitigung der früheren Rheinauen geführt hat. Seit einigen Jahren wird versucht, Überflutungen durch Ausweisung von Überschwemmungsgebieten zu entschärfen. Dürren betreffen hauptsächlich den Nordosten Deutschlands, doch können sie zuweilen das ganze Land in Mitleidenschaft ziehen, wie zuletzt während der Hitzewellen in den Jahren 2003, 2018 und 2019. Einige ältere Klimakatastrophen sind die Thüringer Sintflut von 1613, die Oderflutkatastrophe 1947, die Schneekatastrophe 1978/1979 und die Sturmflut 1962 an der deutschen Nordseeküste, die über 300 Menschenleben forderte.
Klimadaten für Deutschland aus räumlichen Einzelwerten, zu zeitlich gemittelten Werten für die Jahre 1961–1990 zusammengesetzt.
|                      | Jahr  | Mär–Mai | Jun–Aug | Sep–Nov | Dez–Feb | Jan  | Feb  | Mär  | Apr  | Mai  | Jun  | Jul  | Aug  | Sep  | Okt  | Nov  | Dez  |
| -------------------- | ----- | ------- | ------- | ------- | ------- | ---- | ---- | ---- | ---- | ---- | ---- | ---- | ---- | ---- | ---- | ---- | ---- |
| T-mittel (°C)        | 8,4   | 7,8     | 16,5    | 9,1     | 0,9     | −0,5 | 0,5  | 3,7  | 7,6  | 12,2 | 15,5 | 17,1 | 16,9 | 13,8 | 9,4  | 4,2  | 0,9  |
| T-min (°C)           | 4,6   | 3,4     | 11,6    | 5,5     | −2,4    | −3,0 | −2,5 | 0,0  | 3,0  | 7,3  | 10,6 | 12,3 | 12,0 | 9,3  | 5,7  | 1,6  | −1,5 |
| T-max (°C)           | 12,4  | 12,3    | 21,4    | 12,8    | 2,9     | 2,0  | 3,4  | 7,5  | 12,1 | 17,2 | 20,4 | 22,0 | 21,9 | 18,4 | 13,1 | 6,9  | 3,2  |
| T-Abstand (°C)       | 7,8   | 8,8     | 9,8     | 7,3     | 5,2     | 5,0  | 5,9  | 7,4  | 9,1  | 9,9  | 9,8  | 9,7  | 9,8  | 9,0  | 7,5  | 5,3  | 4,7  |
| Frosttage            | 103,9 | 27,5    | 0,7     | 16,9    | 58,7    | 21,0 | 19,3 | 16,4 | 9,0  | 2,2  | 0,3  | 0,2  | 0,2  | 0,8  | 4,5  | 11,6 | 18,4 |
| Regentage            | 178,2 | 44,0    | 44,3    | 43,0    | 46,8    | 16,6 | 13,4 | 14,9 | 14,3 | 14,9 | 15,1 | 14,8 | 14,4 | 13,6 | 13,5 | 15,9 | 16,8 |
| Niederschlag (mm)    | 700   | 163     | 221     | 166     | 150     | 51   | 40   | 48   | 51   | 65   | 77   | 72   | 71   | 57   | 50   | 58   | 59   |
| Luftdruck (hPa−1000) | 9,3   | 8,1     | 13,7    | 9,9     | 5,7     | 5,5  | 5,5  | 6,4  | 7,6  | 10,2 | 12,9 | 14,2 | 14,2 | 12,4 | 9,9  | 7,3  | 6,0  |
| Bewölkung (%)        | 72,0  | 69,3    | 63,0    | 73,8    | 81,9    | 83,5 | 78,0 | 74,8 | 69,3 | 63,8 | 64,8 | 63,5 | 60,6 | 66,9 | 72,9 | 81,5 | 84,3 |

Die deutschlandweiten Klimamittel werden je nach Region teils erheblich über- oder unterschritten. Das Niederschlagsdiagramm für Deutschland zeigt die regionalen Abweichungen vom Mittel. Die höchsten Jahrestemperaturen verzeichnete Südbaden und die oberrheinische Tiefebene mit über 11 °C, während in Oberstdorf der Durchschnitt unter 6 °C lag. Zudem zeichnet sich ein allgemeiner Trend zu höheren Temperaturen ab: Nach Angabe des Deutschen Wetterdienstes lagen in 14 der 15 Jahre seit 1990 die Durchschnittstemperaturen über dem langjährigen Mittel von 8,3 °C, im Jahr 2000 wurden sogar 9,9 °C erreicht. Insbesondere die Sommer sind deutlich wärmer geworden. Zudem verfrüht sich der Frühlingseinzug im Schnitt um fünf Tage pro Jahrzehnt. Singvögel halten sich fast einen Monat länger in Deutschland auf als noch in den siebziger Jahren (siehe auch: Zeitreihe der Lufttemperatur in Deutschland und Folgen der globalen Erwärmung in Deutschland).

### Flüsse, Seen, Meeresküsten und Inseln

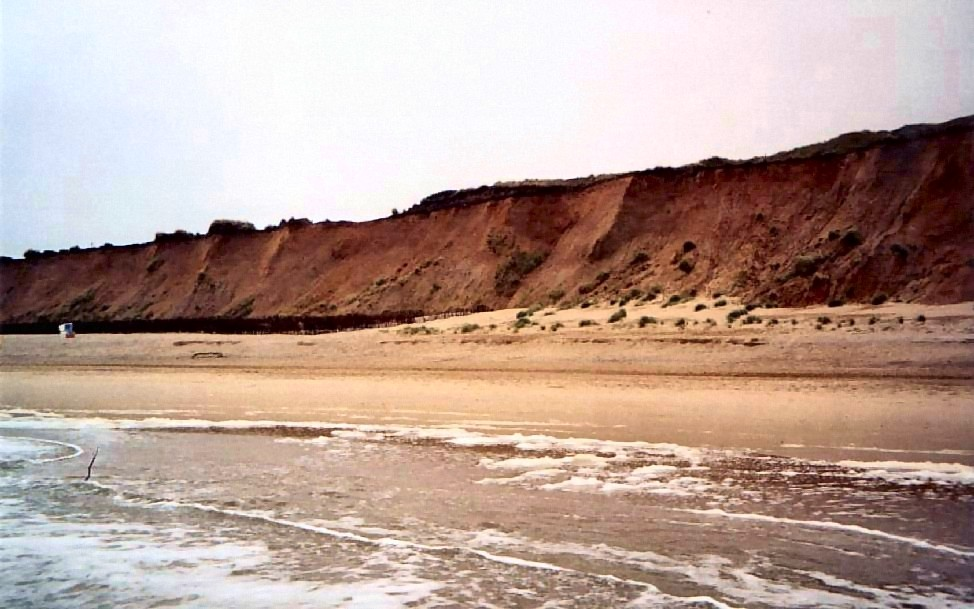
Rotes Kliff am Strand von Kampen, Sylt

Die bedeutendsten Bundeswasserstraßen sind die Donau, der Rhein, die Elbe und die Oder.
Seen sind wichtige Trinkwasserspeicher, der größte natürliche See ist der Bodensee. Bedeutend ist die Mecklenburgische Seenplatte mit der Müritz und der Chiemsee als größter Voralpensee. Große unterirdische Grundwasserspeicher finden sich im Oberrheingraben, dem Alpenvorland und in den norddeutschen Urstromtälern. Der größte Stausee ist der Bleiloch-Stausee, der 215 Millionen m³ Wasser der Saale staut. Die Rurtalsperre mit 205 Millionen m³ Wasser der Rur und der Edersee mit 202 Millionen m³ Wasser der Eder folgen.
In den deutschen Gewässern der Nordsee liegt beispielsweise das Wattenmeer und die bis zu etwa 50 m tiefe Deutsche Bucht, in der Ostsee die Flensburger Förde, die Kieler Bucht und die Mecklenburger Bucht. Große Inseln in der Ostsee sind Rügen, Usedom und Fehmarn. In der Nordsee liegen die zu den Nordfriesischen Inseln gehörende Insel Sylt und die den Ostfriesischen Inseln zuzuordnende Insel Borkum. Die deutsche Insel Helgoland gehört nicht zum Zollgebiet der Union und nicht zum deutschen Steuergebiet.
Die Inseln in Nord- und Ostsee dienen als Küstenschutz für das Festland und deshalb werden Flächenverluste durch Sandvorspülung ersetzt. Da das Wattenmeer als einmaliger Lebensraum gilt und für Fische, Pflanzen und Tiere von großer Bedeutung ist, wurden Nationalparks eingerichtet. So gibt es beispielsweise in der Ostsee durch die Bodden artenreiche Brackwasser-Seegebiete und Windwatte, die durch den Nationalpark Vorpommersche Boddenlandschaft unter Schutz stehen.
Im Binnenland sind Inseln im städtischen Umfeld häufig dicht bebaut, wie beispielsweise die Museumsinseln in Berlin und München. Touristische Höhepunkte sind ebenfalls Inseln wie Lindau, Mainau und Reichenau im Bodensee und Herreninsel und Fraueninsel im Chiemsee. Häufig wurden Inseln im Zuge der Flussbegradigung allerdings beseitigt (siehe Liste der Elbinseln).

### Gebirge

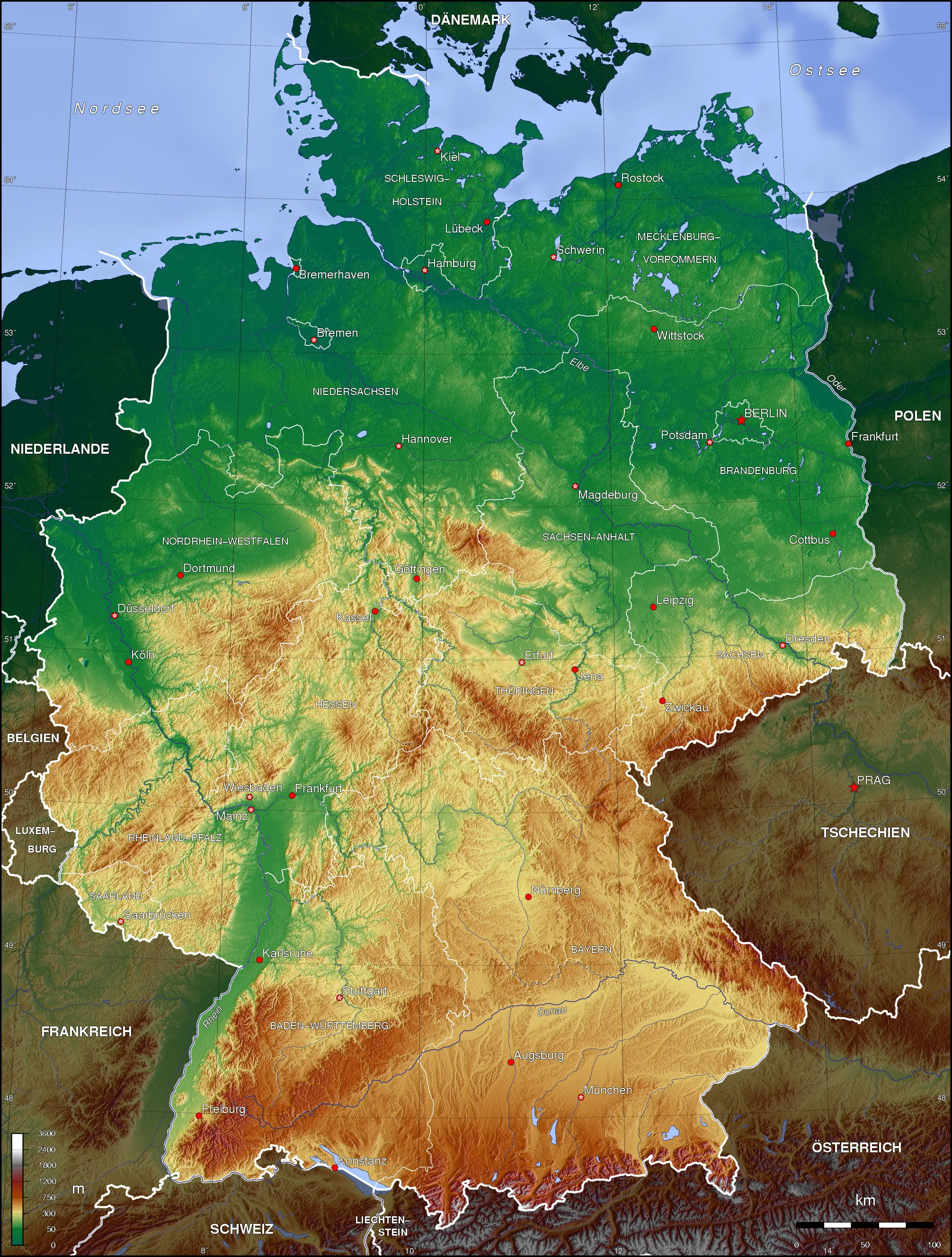
Farbige Höhendarstellung

Deutsche Mittelgebirge sind (von Norden nach Süden sortiert) beispielsweise der Harz, das Erzgebirge, das Fichtelgebirge, der Hunsrück und der Bayerische Wald.
Die zu Deutschland gehörenden Teile der Alpen umfassen die Bayerischen Alpen und die Adelegg, ein Nordausläufer der Allgäuer Alpen in Baden-Württemberg. Die höchsten Berge sind in Bayern im Wettersteingebirge zu finden, wobei die Zugspitze mit 2962 m der höchste Berg Deutschlands ist. In den Berchtesgadener Alpen ist der höchste Berg der Watzmann, der zugleich der höchste komplett auf deutschem Staatsgebiet liegende Berg ist und eine Höhe von 2713 m erreicht. Die Hochfrottspitze mit 2649 m liegt in den Allgäuer Alpen und die höchste Erhebung der Adelegg ist der Schwarze Grat mit 1118 m.
Außerhalb der Alpen sind die höchsten Erhebungen der 1493 m hohe Feldberg im Schwarzwald, der 1455,5 m hohe Großer Arber im Bayerischen Wald, der 1214,6 m hohe Fichtelberg im Erzgebirge und der 1141,1 m hohe Brocken im Harz.

### Bodengeographie
In Deutschland wird der Boden durch die Landwirtschaftliche Vergleichszahl, die Ackerzahl oder die Grünlandzahl und die wirtschaftlichen Rahmenbedingungen bewertet. Überdurchschnittlich gute Böden finden sich laut Bodenschätzung im Alpenvorland, in den Weinbaugebieten im Südwesten, im westlichen Nordrhein-Westfalen, in Süd-Niedersachsen bzw. Süd-Sachsen-Anhalt. Dabei sind die am Südrand des Norddeutschen Tieflandes gelegenen Böden mit besonders fruchtbarem Löss, etwa die von Soester Börde, Hildesheimer Börde oder Magdeburger Börde, die besten. Dort sammelte sich das von den Gletschern der Eiszeit herabgewehte feinkörnige Material.
Die Zusammensetzung und Qualität der Böden ist regional sehr unterschiedlich. In Norddeutschland bildet ein küstennaher Gürtel aus fruchtbaren Marschböden die Grundlage für ertragreiche Landwirtschaft, während die dahinter liegende, eiszeitlich geprägte Geest nur sehr magere Böden aufweist. In Heidelandschaften wie der Lüneburger Heide ist dieser durch jahrhundertelange Weidewirtschaft zum Podsol degeneriert, so dass Ackerbau kaum möglich ist. Sehr unergiebig sind auch die Gebiete der Alt- und Jungmoränenlandschaft, in denen sich Flugsand angelagert hat. Brandenburg beispielsweise wurde schon in historischer Zeit als des „Heiligen Reiches Streusandbüchse“ verspottet.
Zwischen der Moränenlandschaft und der Mittelgebirgsstufe zieht sich von West nach Ost eine Reihe von Börden: In diesen Gebieten ist durch eiszeitliche Lössablagerungen äußerst fruchtbarer Boden entstanden. Dieser besteht zumeist aus Braunerden, im Osten teils auch aus Schwarzerden, und wird in besonderem Ausmaße landwirtschaftlich genutzt. In den Mittelgebirgen herrschen magere Böden vor, die landwirtschaftlich nur extensiv bewirtschaftet werden. Die weitaus größte Fläche ist bewaldet. Ergiebige Böden finden sich in Süddeutschland insbesondere entlang der Flüsse Rhein, Main und Donau.

## Flora und Fauna

### Flora

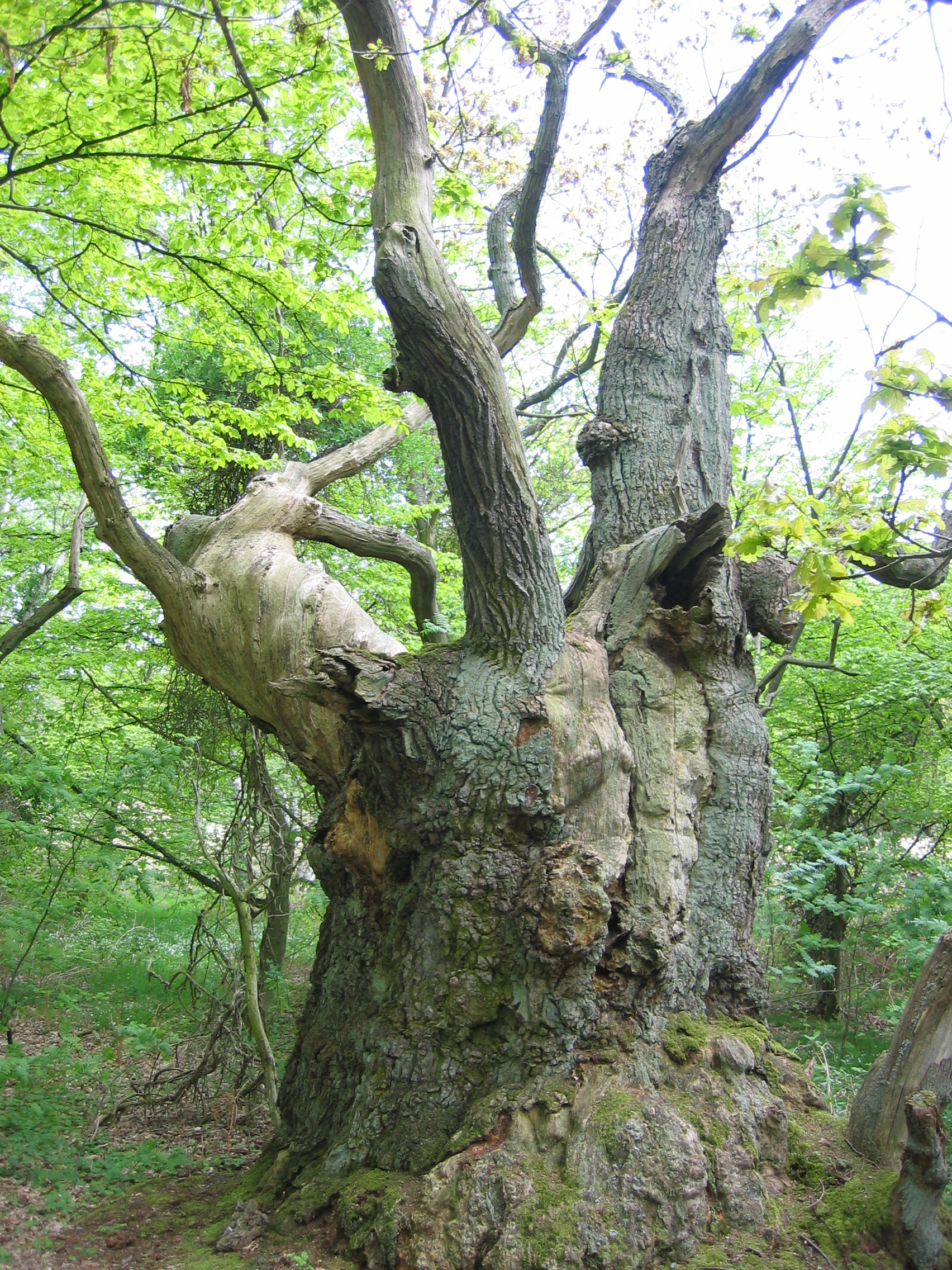
Eine sehr alte Stieleiche im „Urwald“ auf der Insel Vilm in Vorpommern

Deutschland ist ein dicht besiedeltes Land und seine ursprünglichen Landschaften werden seit knapp 7000 Jahren aktiv von Menschen durch Ackerbau und Viehzucht direkt und indirekt modifiziert. Faktisch das gesamte heutige Staatsgebiet ist seither nach und nach flächendeckend in eine Kulturlandschaft umgewandelt worden. Bezogen auf den Grad des menschlichen Einflusses werden naturbetonte (oligohemerobe), weitgehend sich selbst überlassene Flächen von kulturbetonten (euhemerobe), verhältnismäßig intensiv genutzten Flächen unterschieden. So ist die waldarme Lüneburger Heide eine ursprünglich stark bewaldete, jedoch eher naturbetonte Kulturlandschaft. Die deutschen Mittelgebirge und die deutschen Alpen haben einen besonders hohen Anteil an naturbetonten Flächen, dort jedoch oft in Form von Misch- und Nadelwäldern. Insgesamt 33 % der Fläche Deutschlands wurden 2011 zu den naturbetonten und 67 % zu den kulturbetonten Flächen gerechnet.
Der Wald in Deutschland bedeckt mit 11,4 Millionen Hektar 32,0 Prozent der Staatsfläche. Obgleich über drei Viertel dieser Flächen mindestens seit 200 Jahren bewaldet sind, ist der Bestand an naturnahen Altwäldern im Vergleich zu den intensiver genutzten Wirtschaftswäldern eher gering. Solche Wirtschaftswälder sind in niedrigen Lagen häufig keine naturnahen Laub- oder Mischwälder mehr, sondern Kiefern- und Fichtenreinbestände, die von Natur aus nur im Hochgebirge oder auf Extremstandorten vorkommen würden. Echte Urwälder gibt es in Deutschland bis auf winzige Relikte überhaupt nicht mehr.
Neben den seit Ende des Pleistozäns ohne menschliches Zutun heimisch gewordenen Pflanzen spielen eine Reihe von eingeführten Arten (Neophyten) eine bedeutende Rolle in den deutschen Kulturlandschaften. Von den wichtigsten Nutzpflanzen (unter anderem Weizen, Gerste, Bohnen, Erbsen, Raps, Apfelbäume) stammt faktisch keine einzige ursprünglich aus Mitteleuropa. Einige, wie die Kartoffel und der Mais, sind erst vor wenigen Jahrhunderten aus Amerika eingeführt worden. In den Flusstälern der Mittelgebirge, unter anderem an Mosel, Ahr und Rhein, wird die Landschaft schon teilweise seit mehr als 2000 Jahren vom Weinanbau geprägt. Mit den Nutzpflanzen gelangten aber auch verschiedene „Unkräuter“ nach Mitteleuropa. Viele Pflanzen wurden auch nur zur Zierde eingeführt oder werden heute nicht mehr oder kaum noch genutzt, beispielsweise die Robinie oder die Rosskastanie.

#### Potenzielle natürliche Vegetation
Deutschland liegt in der Vegetationszone der sommergrünen Laubwälder sowie in der atlantischen und mitteleuropäischen Florenprovinz. Seine potenzielle natürliche Vegetation besteht in den niedrigen (planaren) Lagen entsprechend vor allem aus Laubwäldern mit Stieleiche („Deutsche Eiche“) Hainbuche und Rotbuche. Im Osten Deutschlands wäre aufgrund des stärker kontinentalen Klimas der Anteil an Waldkiefern in solchen Wäldern relativ hoch.
Auch mit Zunahme der Höhe über dem Meeresspiegel (kolline, submontane und montane Höhenstufe) stiege der Anteil der Nadelgehölze (neben der Waldkiefer vor allem Rotfichte und Weißtanne) am Wald. Die Waldgrenze liegt in Deutschland bei etwa 1800 m, das heißt, theoretisch liegt kein Berggipfel außerhalb der Deutschen Alpen oberhalb dieser Marke. Tatsächlich ist der Brocken mit 1141 m der einzige Gipfel, der aufgrund seiner nördlichen und exponierten Position die natürliche Waldgrenze durchstößt. Zwar sind höhere und weiter südlich liegende Mittelgebirgsgipfel (Fichtelberg, Großer Arber, Feldberg) ebenfalls baumlos, doch ist dies eine Folge menschlicher Aktivitäten. Erst die deutschen Alpen haben wieder Bergspitzen, die natürlich waldfrei und sogar oft völlig vegetationsfrei sind. Weitere natürlich unbewaldete Regionen in Deutschland fänden sich fast ausschließlich in stark vernässtem Terrain, wie zum Beispiel den zentralen Bereichen von Hochmooren. Auch auf den permanent stärkeren Winden ausgesetzten Sanddünen sowie in den Salzmarschen der deutschen Meeresküsten sind die Standortbedingungen so ungünstig, dass sich dort keine Wälder entwickeln könnten. Ein spezieller, an Fluss- und Seeufer gebundener Waldtyp ist der Auwald.

#### Waldfläche

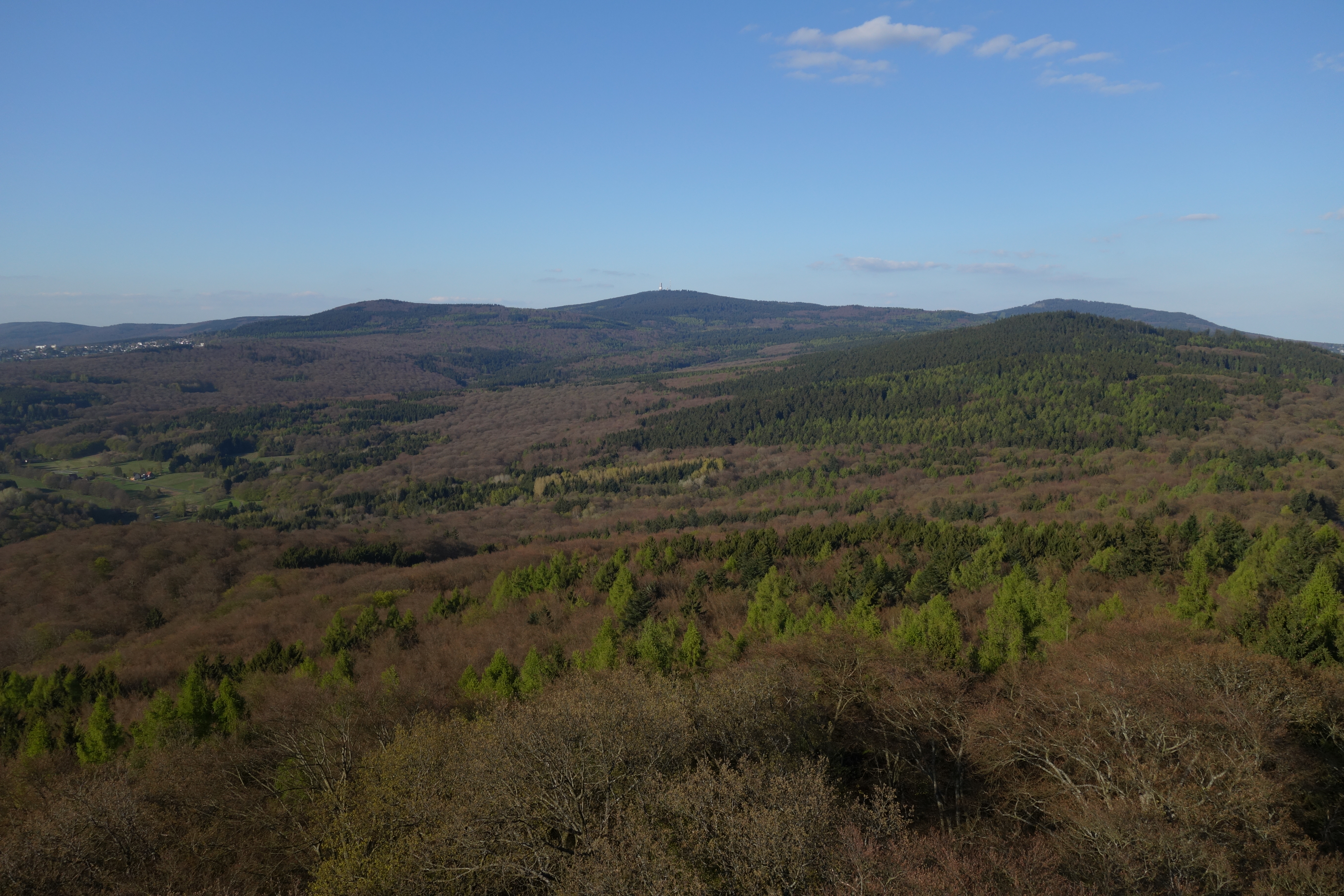
Ausgedehnte Waldgebiete am Hauptkamm des Taunus in Hessen

Die Waldfläche in Deutschland betrug nach Zählung der 2. Bundeswaldinventur in den Jahren 2001 und 2002 11,1 Millionen Hektar, entsprechend 31 % der Staatsfläche (2004: 106.488 km²). Seit der letzten Zählung im Jahr 1987 ist die Fläche um 3500 Hektar pro Jahr gewachsen. Die waldreichsten Bundesländer bezogen auf die Landesfläche waren: Rheinland-Pfalz mit 42,1 %, Hessen mit 41,7 %, das Saarland mit 38,3 %, es folgen Baden-Württemberg mit 38,1 %, Bayern mit 36,3 %, Brandenburg mit Berlin mit 35,3 % und Thüringen mit 32 %. Die Länder mit unterdurchschnittlichem Waldanteil werden angeführt von Sachsen mit 27,8 %; das waldärmste Flächenland ist Schleswig-Holstein mit 10,3 %.
Die Baumarten verteilten sich dabei wie folgt auf die Waldfläche: 14,8 % Buchen, 9,6 % Eichen, 15,7 % anderer Laubbäume, 28,2 % Fichten, 23,3 % Kiefern und 6,1 % anderer Nadelbäume und 2,3 % sonstige Nutzung. Gegenüber der tatsächlichen Verteilung ist eine Verteilung natürlich, bei der 74 % der Landesfläche Rotbuchenwald wäre, 18 % Eichenwald und 3 % Nadelwald. Ein weiteres wichtiges Maß für die Naturnähe eines Waldes ist der Anteil von Totholz, der bei 11,5 m³/ha lag.
Der relative Anteil der Kiefer betrug in Brandenburg und Berlin 73 %, in Sachsen-Anhalt 46,6 %, Mecklenburg-Vorpommern 39,5 % und Niedersachsen mit Hamburg und Bremen 30,2 %. Der Fichtenanteil lag in Bayern bei 44,6 %, in Thüringen bei 42,3 %, in Baden-Württemberg bei 37,7 % und in Sachsen bei 35,3 %. Der relative Anteil an Laubbäumen war im Saarland 71,5 %, in Schleswig-Holstein 60,9 %, in Rheinland-Pfalz 57,2 %, in Hessen 55,6 % und in Nordrhein-Westfalen 51,7 %.

### Fauna

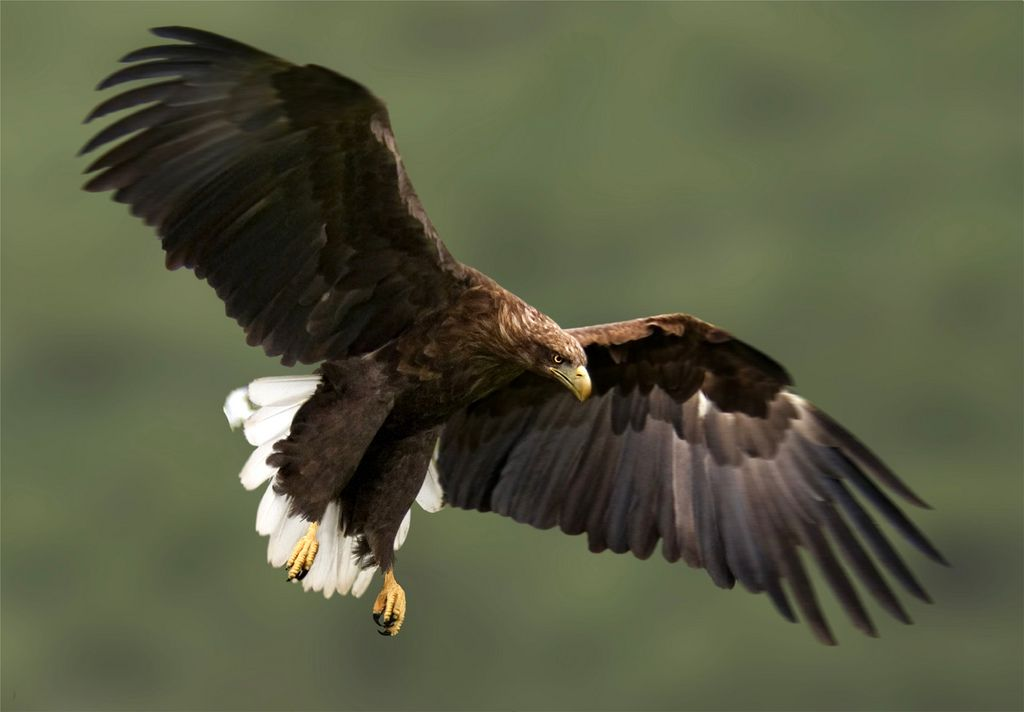
Der Seeadler, ein geschützter Greifvogel

Die Fauna Deutschlands unterlag wie die Flora insbesondere in den letzten 1000 Jahren erheblichen anthropogenen Veränderungen. Insbesondere die Großtierfauna wurde in Zahl und Vielfalt enorm reduziert und verändert und zeigt demnach heute ein fragmentarisches Bild der ursprünglichen Vielfalt.
Die meisten in Deutschland heimischen Säugetiere leben in den gemäßigten Laubwäldern. Dort leben unter vielen anderen verschiedene Marderarten, Dam- und Rothirsche, Rehe, Wildschweine und Füchse. Biber, Fischotter und Wildkatze sind sehr selten gewordene oder wieder eingebürgerte Säugetiere, mit teilweise wieder steigenden Beständen.
Die meisten der ehemals in Deutschland wildlebenden Großsäuger wurden verdrängt oder ausgerottet: Wildpferd (Frühmittelalter, jedoch unklar, da häufig gepaart mit Hauspferden), Auerochse (1200–1400), Wisent (15. Jahrhundert), Elch (im Frühmittelalter noch zahlreich, bis zum 17. Jahrhundert nahezu ausgerottet, bis zum Zweiten Weltkrieg in kleinen Beständen im äußersten Osten), Vielfraß (1700), Steinbock (um 1720), Luchs (1838), Braunbär (1880) sowie Wolf (um 1900). Seit 1962 gibt es gesicherte Hinweise auf die Rückwanderung des Luchses aus Osteuropa. Heute leben Luchse dank zusätzlicher Auswilderungen wieder in kleinen Populationen wild in Deutschland. In neuerer Zeit wandern gelegentlich einige Elche und Wölfe aus Polen und Tschechien ein, deren Bestände sich dort wieder vermehren konnten. Im Falle der Wölfe bilden sich wieder neue Rudel, zunächst im sorbischen Raum in der Lausitz, mittlerweile auch in Niedersachsen, Brandenburg und Sachsen-Anhalt, seit um 2000 der erste Nachwuchs geboren wurde. Im März 2010 wurde eine Herde Wisente im Rothaargebirge (Südwestfalen) angesiedelt. Wie auch im Fall von Wolf und Braunbär bestehen verschiedene Ängste und Vorurteile gegenüber den Tieren. Schafe und andere Haustiere sowie auch Wildtiere wurden von Wölfen gerissen, und Schäden durch Verbiss an Bäumen durch die Wisente sind Argumente der Auswilderungsgegner. Somit gibt es nicht nur eine ambivalente, sondern auch konträre Einstellung zur gezielten Wiederansiedlung zwischen geschädigten Betroffenen und den Initiatoren der Auswilderungen.

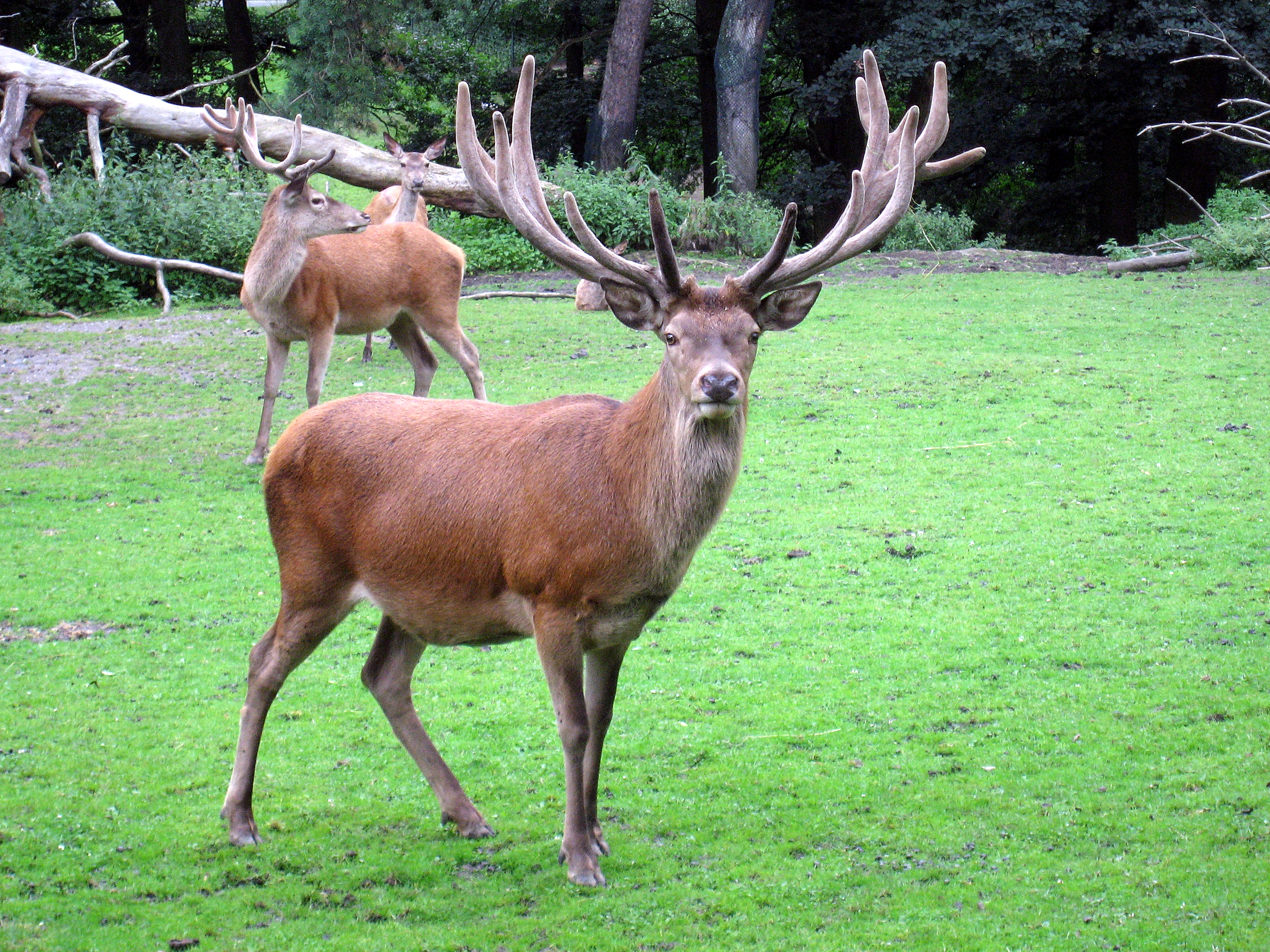
Rotwild

In hochalpinen Regionen leben der wieder eingebürgerte Alpensteinbock und das Alpenmurmeltier. Seltener ist die Gämse in einigen Mittelgebirgen beheimatet, wie etwa im Schwarzwald oder auf der Fränkischen Alb.
Zu den bekanntesten in Deutschland lebenden Reptilien zählen Ringelnatter, Kreuzotter und europäische Sumpfschildkröte. Daneben leben noch viele Amphibien wie Salamander, Frösche, Kröten, Unken und Molche in Deutschland, welche jedoch alle auf der Roten Liste bedrohter Tierarten aufgeführt werden.
Von dem Seeadler, mitunter vereinzelt als Vorlage für den stilisierten deutschen Wappenvogel gesehen, gibt es gegenwärtig wieder etwa 500 Paare, vor allem in Mecklenburg-Vorpommern und Brandenburg. Der Steinadler kommt nur noch in den Bayerischen Alpen vor, der ehemals dort heimische Bartgeier wurde ausgerottet, hält aber durch Wiedereinbürgerungen in der Schweiz und in Österreich auch wieder Einzug in die deutschen Alpen. Die häufigsten Greifvögel in Deutschland sind derzeit Mäusebussard und Turmfalke, dagegen ist der Bestand an Wanderfalken deutlich geringer. Über die Hälfte des Gesamtbestandes an Rotmilanen brütet in Deutschland, der Bestand ist aber aufgrund der intensiven Landwirtschaft rückläufig.

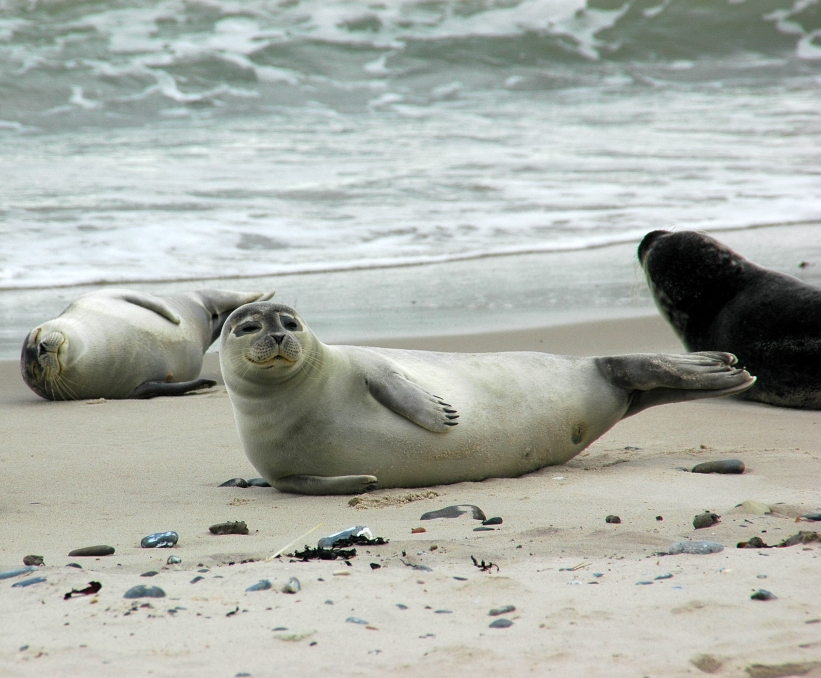
Seehund-Kolonie auf der Nordseeinsel Helgoländer Düne

Demgegenüber steht eine Vielzahl von Vögeln, die als Kulturfolger von der Anwesenheit des Menschen profitieren, insbesondere die in vielen Städten lebenden Stadttauben, Amseln (frühere Waldvögel), Spatzen und Meisen, für deren Überleben auch die Winterfutter-Industrie sorgt, sowie Krähen und Möwen auf Müllkippen. Eine Besonderheit ist die weltweit nördlichste Flamingo-Kolonie im Zwillbrocker Venn.
Der früher in den Flüssen häufig vorkommende Lachs wurde im Zuge der Industrialisierung im 19. Jahrhundert weitgehend ausgerottet, konnte aber in den 1980er Jahren im Rhein wieder angesiedelt werden. Der letzte Stör wurde 1969 in Deutschland gefangen. In vielen Teichen werden die erst von den Römern eingeführten Karpfen gehalten.
Der an der Nord- und Ostseeküste lebende Seehund wurde zeitweise nahezu ausgerottet, mittlerweile gibt es im Wattenmeer wieder einige tausend Exemplare. Auch die sich wieder ausbreitenden Kegelrobbenbestände in Nordeuropa kehren wieder an die Küsten Deutschlands zurück, nachdem sie dort durch Bejagung vollständig verschwunden waren. Das Wattenmeer ist insbesondere als Rastplatz für zehn bis zwölf Millionen Zugvögel pro Jahr von Bedeutung. Die wohl häufigste Walart in Nord- und Ostsee ist der Schweinswal. Zu den hier lebenden Walen zählen außerdem der Schwertwal, der Gemeine Delfin und der Große Tümmler.
Zu den lange heimischen Tieren hat sich eine beachtliche Anzahl an Neozoen angesiedelt. Zu den bekanntesten Vertretern gehören Waschbär, Marderhund, Halsbandsittich und Nilgans. Weitere teils invasive Neozoen in Deutschland sind Kanadagans, Nandus, Amerikanischer Flusskrebs, Nordamerikanischer Ochsenfrosch, Europäisches Mufflon, Sonnenbarsche und viele mehr.

### Natur- und Landschaftsschutz

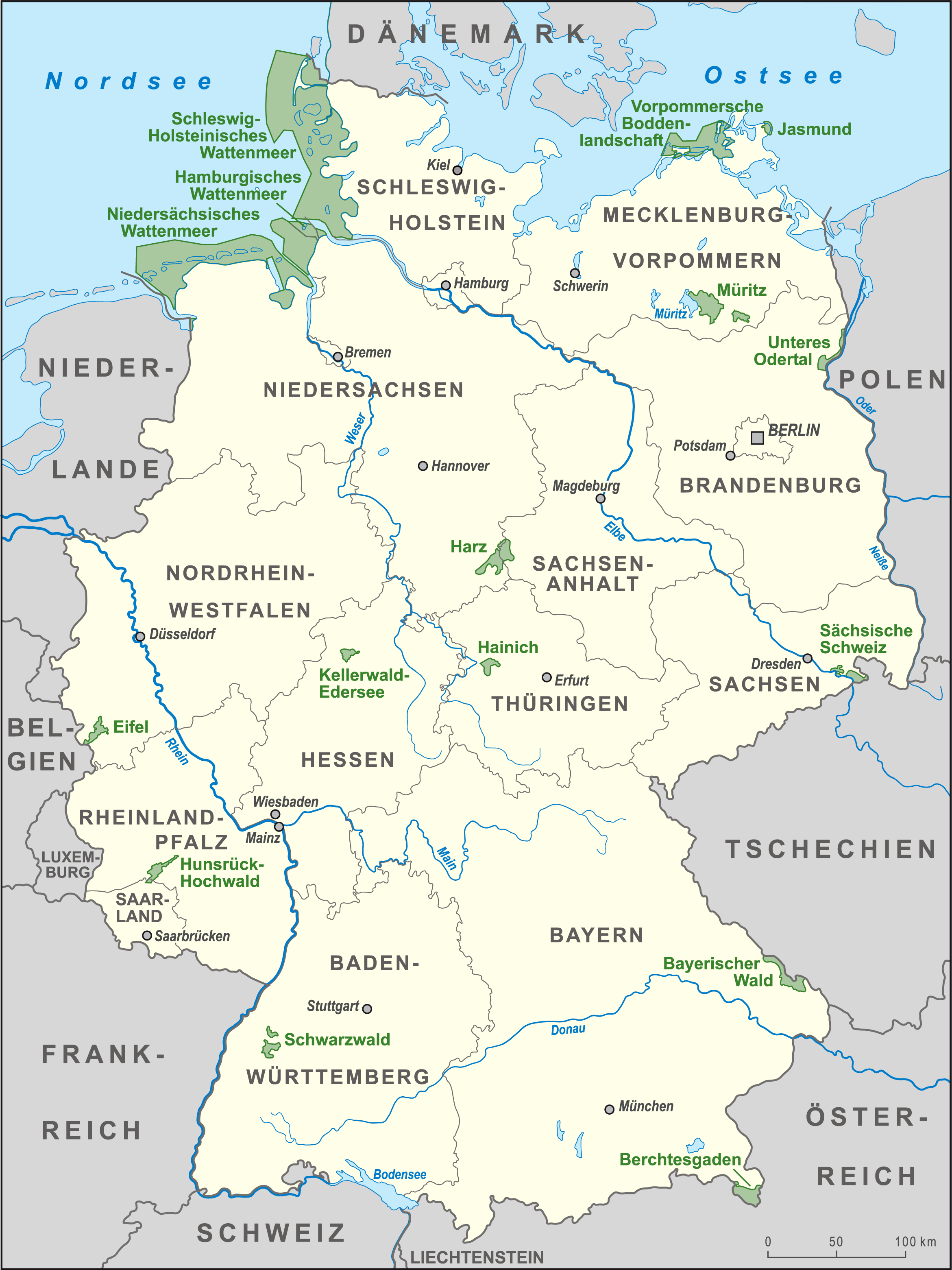
Nationalparks in Deutschland

Deutschland wird in drei biogeographische Regionen eingeteilt: eine atlantische, eine kontinental-mitteleuropäische und eine alpine. Für jede dieser Regionen besteht eine gesamtstaatliche Verpflichtung, ein möglichst zusammenhängendes Netz von Schutzgebieten gemäß der europäischen Fauna-Flora-Habitat-Richtlinie auszuweisen. Das Land verfügt unter anderem über 91 Lebensraumtypen des Anhangs I und 134 Pflanzen- und Tierarten (ohne Vögel) des Anhang II der FFH-Richtlinie, für die eigens geeignete Schutzgebiete zu benennen sind. Dazu kommen nach der europäischen Vogelschutz-Richtlinie per Gebietsschutz zu schützende Vogelarten. Im Jahr 2004 wurden insgesamt etwa 10 % der Landesfläche als FFH-Gebiete beispielsweise Vogelschutzgebiete nach Brüssel gemeldet (inklusive der Ausschließlichen Wirtschaftszone in der Nordsee).
Weitere Schutzgebiete (Stand: 12/2003; ohne geschützte Wasserflächen) sind Naturschutzgebiete, die bei einer durchschnittlichen Größe von 140 ha an der deutschen Landfläche einen Anteil von 2,9 % haben. Großflächigere Schutzgebiete, wie Nationalparks (vergleiche Nationalparks in Deutschland) gibt es auf 0,54 % (2,7 % mit Wasserflächen), Biosphärenreservate auf etwa 3 %, Landschaftsschutzgebiet auf 29,7 % und Naturparks (Kategorie:Naturpark in Deutschland) auf 22,4 % der Landesfläche.
Die UNESCO zeichnete einige Gebiete Deutschlands als „Welterbe“ aus, darunter die „Kulturlandschaft Oberes Mittelrheintal“ zwischen Koblenz und Bingen am Rhein, das Oberharzer Wasserregal im niedersächsischen Teil des Harzes, das Bodendenkmal Obergermanisch-Raetischer Limes und die Naturlandschaft Grube Messel sowie das Wattenmeer.
Die Bewahrung der Natur ist in Deutschland öffentliche Aufgabe und dient dem im Art. 20a Grundgesetz verankerten Staatsziel. Ziel des Naturschutzes in Deutschland ist es, Natur und Landschaft zu erhalten (§ 1 Bundesnaturschutzgesetz). Wichtige Gegenstände des Naturschutzes sind Landschaften, Pflanzen und Tiere. Zu den wichtigsten Institutionen geschützter Gebiete und Objekte gehören derzeit unter anderem 14 Nationalparks (siehe Nationalparks in Deutschland), 19 Biosphärenreservate, 95 Naturparks sowie tausende von Naturschutzgebieten, Landschaftsschutzgebieten und Naturdenkmälern.

## Humangeographie

### Politische Geographie

#### Politische Gliederung
Die föderal aufgebaute Bundesrepublik besteht aus 16 Gliedstaaten, die offiziell als Länder (Bundesländer) bezeichnet werden. Die Stadtstaaten Berlin und Hamburg bestehen ausschließlich aus den gleichnamigen Gemeinden und sind somit Einheitsgemeinden. Die Freie Hansestadt Bremen wird als Stadtstaat bezeichnet, jedoch besteht das Land aus den Stadtgemeinden Bremen und Bremerhaven und ist somit ein „Zwei-Städte-Staat“. Im Unterschied zu zahlreichen anderen föderal strukturierten Ländern kennt die Bundesrepublik keine bundesunmittelbaren Gebiete.
| \| Land \| Hauptstadt \| Fläche in km² \| Einwohner \| Einwohner pro km² \| \| -------------------------- \| -------------- \| ------------- \| -------------- \| ----------------- \| \| Baden-Württemberg \| Stuttgart \| 35.751 \| 11.230.740[19] \| 314 \| \| Bayern \| München \| 70.550 \| 13.248.928[20] \| 188 \| \| Berlin \| – \| 892 \| 3.662.381[21] \| 4.107 \| \| Brandenburg \| Potsdam \| 29.655 \| 2.554.464[22] \| 87 \| \| Bremen \| Bremen[23] \| 419 \| 702.655[24] \| 1677 \| \| Hamburg \| – \| 755 \| 1.734.272[25] \| 2.297 \| \| Hessen \| Wiesbaden[26] \| 21.115 \| 6.267.546[27] \| 297 \| \| Mecklenburg-Vorpommern \| Schwerin \| 23.211 \| 1.578.041[28] \| 68 \| \| Niedersachsen \| Hannover \| 47.614 \| 8.008.135[29] \| 168 \| \| Nordrhein-Westfalen \| Düsseldorf[30] \| 34.110 \| 18.017.520[31] \| 529 \| \| Rheinland-Pfalz \| Mainz[32] \| 19.854 \| 4.174.311[33] \| 210 \| \| Saarland \| Saarbrücken \| 2.569 \| 1.012.141[34] \| 394 \| \| Sachsen \| Dresden \| 18.420 \| 4.054.689[35] \| 220 \| \| Sachsen-Anhalt \| Magdeburg \| 20.452 \| 2.144.570[36] \| 105 \| \| Schleswig-Holstein \| Kiel[37] \| 15.800 \| 2.953.202[38] \| 187 \| \| Thüringen \| Erfurt[39] \| 16.173 \| 2.100.277[40] \| 130 \| \| Bundesrepublik Deutschland \| Berlin \| 357.340 \| 80.523.746[41] \| 225 \| | Niedersachsen Bremen Hamburg Mecklenburg-Vorpommern Sachsen-Anhalt Sachsen Brandenburg Berlin Thüringen Hessen Nordrhein-Westfalen Rheinland-Pfalz Bayern Baden-Württemberg Saarland Schleswig-Holstein |               |            |                   |
| Land | Hauptstadt | Fläche in km² | Einwohner  | Einwohner pro km² |
| Baden-Württemberg | Stuttgart | 35.751        | 11.230.740 | 314               |
| Bayern | München | 70.550        | 13.248.928 | 188               |
| Berlin | – | 892           | 3.662.381  | 4.107             |
| Brandenburg | Potsdam | 29.655        | 2.554.464  | 87                |
| Bremen | Bremen | 419           | 702.655    | 1677              |
| Hamburg | – | 755           | 1.734.272  | 2.297             |
| Hessen | Wiesbaden | 21.115        | 6.267.546  | 297               |
| Mecklenburg-Vorpommern | Schwerin | 23.211        | 1.578.041  | 68                |
| Niedersachsen | Hannover | 47.614        | 8.008.135  | 168               |
| Nordrhein-Westfalen | Düsseldorf | 34.110        | 18.017.520 | 529               |
| Rheinland-Pfalz | Mainz | 19.854        | 4.174.311  | 210               |
| Saarland | Saarbrücken | 2.569         | 1.012.141  | 394               |
| Sachsen | Dresden | 18.420        | 4.054.689  | 220               |
| Sachsen-Anhalt | Magdeburg | 20.452        | 2.144.570  | 105               |
| Schleswig-Holstein | Kiel | 15.800        | 2.953.202  | 187               |
| Thüringen | Erfurt | 16.173        | 2.100.277  | 130               |
| Bundesrepublik Deutschland | Berlin | 357.340       | 80.523.746 | 225               |

#### Staatsgebiet

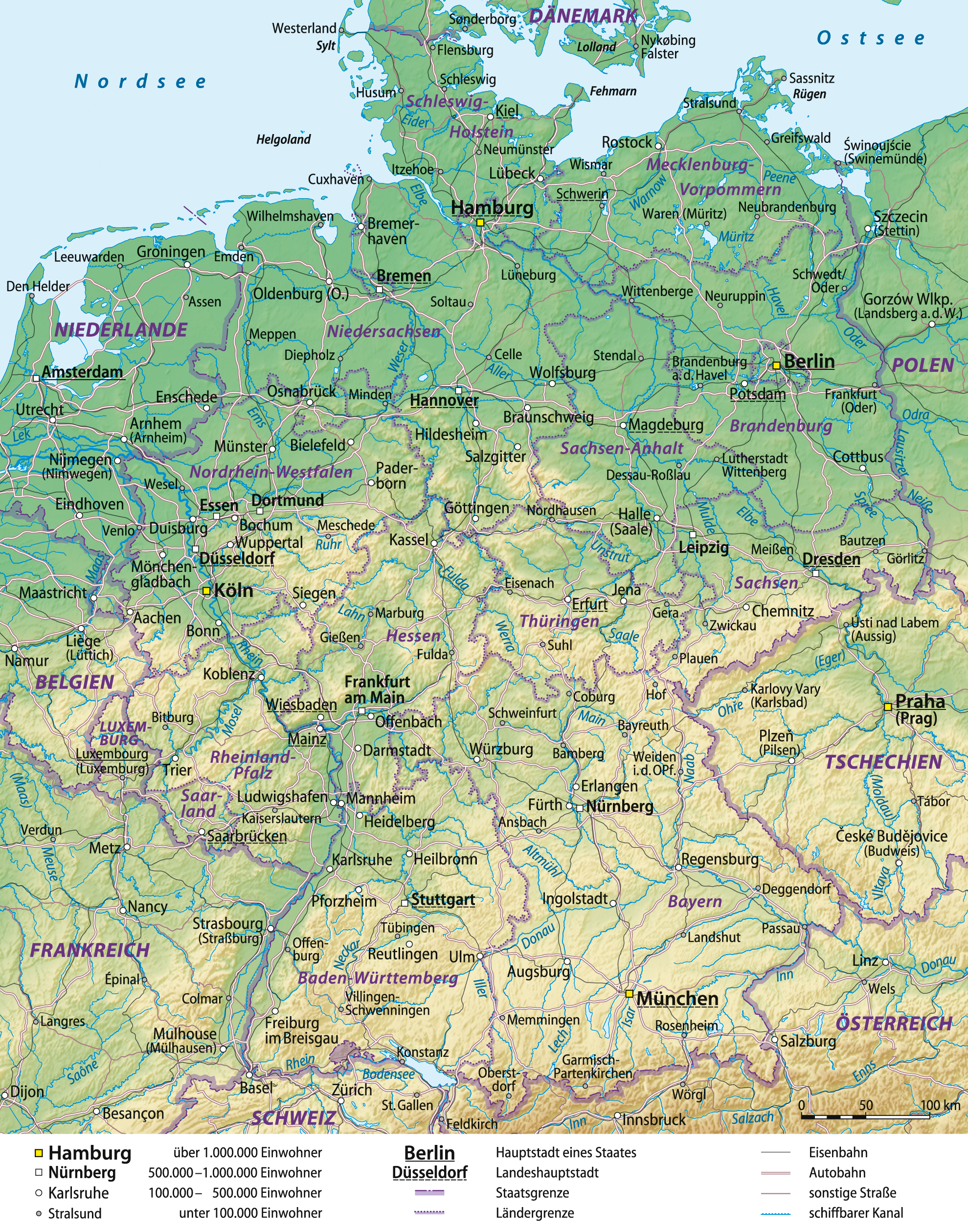
Übersichtskarte Deutschland

Deutschland liegt zwischen 47°16′15″ und 55°03′33″ nördlicher Breite und 5°52′01″ und 15°02′37″ östlicher Länge.
Der nördlichste Punkt überhaupt (ohne Meeresgebiete) befindet sich auf der Insel Sylt nördlich von List am Ellenbogen; die nördlichste Festlandsstelle liegt an der Westküste Schleswig-Holsteins am Rickelsbüller Koog. Den südlichsten Punkt Deutschlands bildet das Haldenwanger Eck südlich von Oberstdorf. Vom Ellenbogen bis zum Haldenwanger Eck sind es etwa 874 Kilometer Luftlinie. Der westlichste Ort Deutschlands liegt im Isenbruch des Selfkant an der Grenze zu den Niederlanden nahe der Maas, der östlichste zwischen Deschka und Zentendorf (Gemeinde Neißeaue) in einer Flussschleife der Lausitzer Neiße. Vom Isenbruch bis zur Flussschleife der Neiße sind es rund 636 Kilometer Luftlinie. Die größte Entfernung zwischen zwei Punkten auf dem Festland des deutschen Staatsgebietes beträgt 903 Kilometer zwischen List auf Sylt (55°3′29,6″ N, 8°24′59,1″ O) und Schönau am Königssee (47°27′49,8″ N, 13°0′13,0″ O). Die größte Entfernung in nordost-südwestlicher Richtung liegt mit 890 Kilometern zwischen Putgarten auf Rügen (54°41′3,0″ N, 13°25′41,6″ O) und Grenzach-Wyhlen (47°32′1,8″ N, 7°40′44,8″ O).
Im Norden grenzt Deutschland an Dänemark (auf einer Länge von 68 km), im Nordosten an Polen (469 km), im Osten an Tschechien (817 km), im Südosten an Österreich (817 km; ohne Grenze im Bodensee), im Süden an die Schweiz (333 km; mit Grenzen der Exklave Büsingen, aber ohne Grenze im Obersee des Bodensees), im Südwesten an Frankreich (455 km), im Westen an Luxemburg (136 km) und Belgien (204 km; davon 47 km beidseits der Vennbahn) und im Nordwesten an die Niederlande (576 km; ohne Dollart und Grenze im Außenbereich der Ems). Die Grenzlänge beträgt insgesamt 3876 km. Für den Bodensee gibt es keinen völkerrechtlich anerkannten Grenzverlauf. Unstrittig ist, dass die Hoheit bis zu einer Seetiefe von 25 m eindeutig dem Uferstaat zugeordnet ist. Nach österreichischer Ansicht ist die restliche Seefläche gemeinsames Territorium, nach Schweizer Ansicht unterliegt sie der Realteilung nach dem Äquidistanzprinzip. Die Bundesrepublik Deutschland hat sich nicht auf eine offizielle Sichtweise festgelegt.
Größte Exklave ist mit 7,62 km² die am Hochrhein gelegene, von den drei Schweizer Kantonen Schaffhausen, Thurgau und Zürich umgebene Gemeinde Büsingen am Hochrhein. Funktionale Enklaven sind das Kleinwalsertal und Jungholz. Beide sind Teil Österreichs, sind auf dem Land- oder Wasserweg nur über deutsches Hoheitsgebiet erreichbar und gehören zum deutschen Zoll- und Postgebiet. Westlich der Vennbahn gibt es fünf Exklaven, die nur durch die Bahnlinie, die belgischer Souveränität untersteht, von Deutschland getrennt sind.
Die Bodenfläche Deutschlands belief sich im Jahr 2004 auf 357.050 km², 19 km² mehr als im Jahr 2000. Der Ausschnitt der Erdkruste, auf dem Deutschland sich befindet und der dort 20 bis 40 Kilometer in die Tiefe reicht, hat nach einer Berechnung des Geoforschungszentrums Potsdam von 2007 eine Masse von etwa 28 Billiarden Tonnen. Das nach dem UN-Seerechtsübereinkommen maximal 12 Seemeilen breite, deutscher Hoheit unterliegende Küstenmeer umfasst eine Fläche von ca. 16.900 km², wobei das Gebiet in der Nordsee 7.900 km² und das in der Ostsee 9.000 km² groß ist.

#### Gebiete mit begrenzten Souveränitätsrechten
An das Küstenmeer schließen sich der deutsche Festlandsockel im völkerrechtlichen Sinn und – im Wesentlichen deckungsgleich – die ausschließliche Wirtschaftszone an, die allseitig von entsprechenden Gebieten anderer Staaten umgeben sind. Die Grenzen wurden vertraglich vereinbart. In der Nordsee stößt das deutsche Gebiet an entsprechende Gebiete Dänemarks, der Niederlande und Großbritanniens. Den äußersten nordwestlichen Ausläufer bildet der schmale Gebietsstreifen des sogenannten „Entenschnabels“. Der sehr schmale Streifen in der Ostsee, der sich nur im äußersten Osten etwas erweitert, grenzt an entsprechende Gebiete Dänemarks, Schwedens und Polens. Der Status der Nordansteuerung der polnischen Häfen Stettin und Swinemünde und einer daran anschließenden Außenreede ist zwischen Deutschland und Polen umstritten. Sie erstreckt sich auf ca. 36 Kilometern Länge und drei Kilometern Breite zwischen dem deutschen Küstenmeer und dem unumstrittenen Teil von Festlandsockel und ausschließlicher Wirtschaftszone.

### Mittellage
Deutschland hat insgesamt neun Nachbarstaaten: Dänemark, Polen, Tschechien, Österreich, die Schweiz, Frankreich, Luxemburg, Belgien und die Niederlande. Damit ist es das Land mit den meisten europäischen Nachbarstaaten. Diese Mittellage prägte Deutschland und sein heutiges Gebiet nach Ansicht einiger Historiker nachhaltig. Der britische Historiker John Robert Seeley (1834–1895) schrieb Ende des 19. Jahrhunderts, das Ausmaß an Freiheit in einem Gemeinwesen sei umgekehrt proportional zu dem Druck, den seine territorialen Nachbarn von außen darauf ausübten. Joachim Fest sah 1968 die „besondere Psychologie eines Volks in bedrängter Mittellage“ als einen der Faktoren dafür, dass es im 18. und 19. Jahrhundert keine erfolgreiche Revolution in Deutschland gab, die eine belastbare demokratische Tradition hätte begründen können.
In den 1990er Jahren (durch die deutsche Wiedervereinigung und den Zerfall des Ostblocks hatte sich die Situation grundlegend geändert) strichen Michael Stürmer, Gregor Schöllgen und Hagen Schulze die Bedeutung der Lage Deutschlands heraus: Sie habe „unübersehbare Folgen für Denken und Politik der Deutschen“ gehabt, „Deutschlands Schicksal ist die Geographie“. Es habe nur wenige Möglichkeiten gegeben: Entweder – wie im Spätmittelalter und der Frühen Neuzeit – sei Deutschland als schwaches kontinentales Zentrum Spielball seiner eigenen Teilstaaten und der Großmächte von der Peripherie des Kontinents gewesen; oder – wie im Hochmittelalter oder vor dem Ersten Weltkrieg – habe es als Hegemon dem Kontinent seinen Stempel aufgedrückt oder versucht, es zu tun. In diesem Sinne biete die Geographie eine Erklärung für den „deutschen Sonderweg“.
Diesem geographischen Determinismus wird vor allem von Sozialhistorikern wie Jürgen Kocka widersprochen, die darin eine Exkulpation der deutschen Eliten und ihres Weltmachtstrebens sehen, das in die Katastrophe des Ersten Weltkriegs geführt habe. Ausschlaggebend seien eher politische und soziale Faktoren.

### Siedlungsgeographie

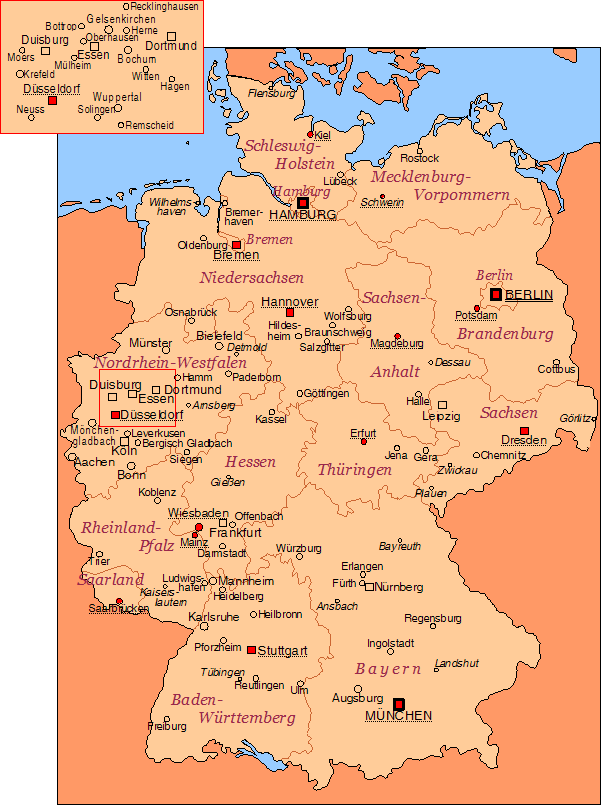
Deutschlandkarte mit den wichtigsten Städten

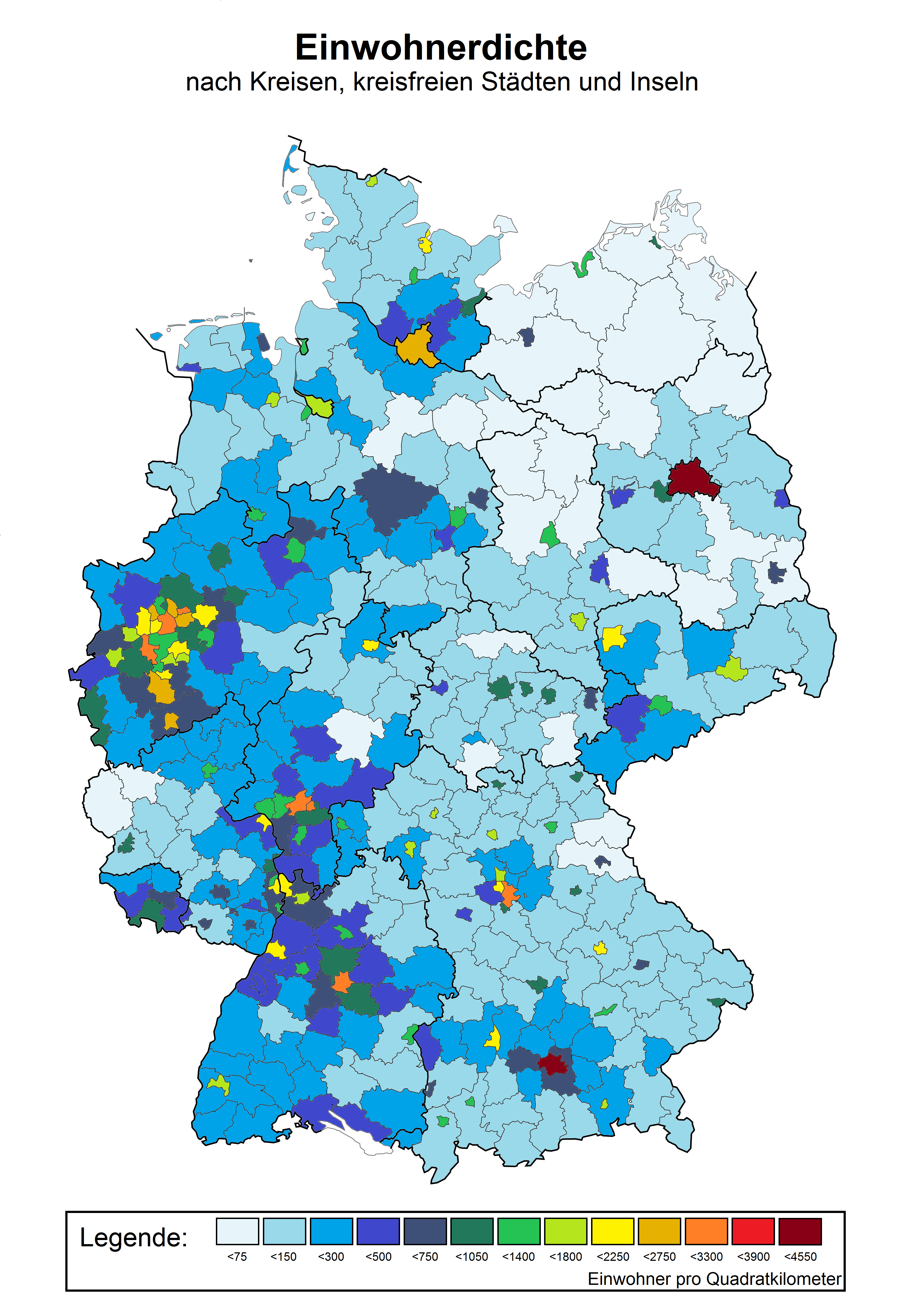
Karte der Bevölkerungsdichte auf Ebene der Landkreise und kreisfreien Städte, der Städte Bremen und Bremerhaven sowie der Inseln in Nord- und Ostsee, in Deutschland im Jahr 2018

2004 wurden etwa 50 Prozent der Landesfläche landwirtschaftlich genutzt und 30 Prozent forstwirtschaftlich. 13 Prozent waren Siedlungs- und Verkehrsfläche. Im Jahr 2004 betrug die Siedlungs- und Verkehrsfläche in Deutschland 12,8 % der Landesfläche oder 45.621 km². Am Jahresende 2004 gab es 39,4 Millionen Wohnungen in Deutschland. Von 1992 bis 2019 wuchs die Siedlungs- und Verkehrsfläche von etwa 40.300 auf rund 51.500 Quadratkilometer (plus 27,7 Prozent. Siedlungsfläche plus 33 Prozent, Verkehrsfläche plus knapp zehn Prozent).
Die Einwohner Deutschlands konzentrieren sich in mehreren Agglomerationen. Räume höherer Einwohnerdichte sind vor allem im Westen und Südwesten Deutschlands vorhanden, im zentralen Abschnitt der sogenannten Blauen Banane. Die Metropolregionen mit der größten Bevölkerungszahl sind: Metropolregion Rhein-Ruhr, Hauptstadtregion Berlin-Brandenburg, Rhein-Main-Gebiet, Metropolregion Stuttgart, Metropolregion Hamburg, Metropolregion Hannover-Braunschweig-Göttingen-Wolfsburg, Metropolregion Mitteldeutschland, Metropolregion München, Metropolregion Nürnberg, Metropolregion Nordwest, Metropolregion Rhein-Neckar. Kleinere Agglomerationen sind das Saarland und das Mitteldeutsche Chemiedreieck. Die Bundesländer mit den meisten Einwohnern sind in dieser Reihenfolge: Nordrhein-Westfalen, Bayern und Baden-Württemberg.

### Bevölkerungsgeographie
In Deutschland lebten im Jahr 2004 rund 83 Millionen Menschen, von denen etwa 75 Millionen Menschen die deutsche Staatsbürgerschaft hatten. Im selben Jahr wurden 705.622 Kinder lebend geboren und 818.271 Menschen starben. 780.175 Menschen wanderten zu, während 697.633 ins Ausland abwanderten. Von den Einwanderern hatten 177.993 und von den Auswanderern 150.667 einen deutschen Pass.
Die räumliche Bevölkerungsbewegung 2004 nach Bundesländern zeigte für Niedersachsen mit +62.523 den höchsten Wert, der allerdings durch den Zuzug von Spätaussiedlern in die Gemeinde Friedland stark angehoben war. Die folgenden Bundesländer waren: Berlin mit +10.819, Hessen mit +7.130, Nordrhein-Westfalen mit +6.347 und Rheinland-Pfalz mit +2.340 Menschen. Der negativste Saldo fand sich für das Bundesland Hamburg mit −4.255. Dem folgten Baden-Württemberg mit −1.990, Sachsen-Anhalt mit −1.661 und Saarland mit −664.
Die Bevölkerung lebte 2004 in 39,1 Mio. Haushalten; davon waren 14,6 Mio. Einpersonenhaushalte, 13,3 Mio. 2-Personenhaushalte, 5,4 Mio. 3-Personenhaushalte, 4,2 Mio. 4-Personenhaushalte und 1,6 Mio. Haushalte mit 5 und mehr Personen.
Die Statistik für das Jahr 2003 wies für die Bevölkerung von 82,5 Mio. Menschen nach Religionszugehörigkeit 26,2 Mio. als katholisch, 25,8 Mio. als evangelisch und 102.000 als jüdisch aus.

## Wirtschaftsgeographie
Wenn das Bruttoinlandsprodukt nach Bundesländern aufgeschlüsselt wird, zeigen sich die regionalen wirtschaftlichen Unterschiede:
| Bundesland   | BW     | BY     | BE     | BB     | HB     | HH     | HE     | MV     | Ø      |
| Bundesland   | NI     | NW     | RP     | SL     | SN     | ST     | SH     | TH     | Ø      |
| Pro-Kopf-BIP | 36.016 | 36.865 | 29.455 | 23.179 | 41.897 | 53.091 | 37.656 | 22.620 | 32.281 |
| Pro-Kopf-BIP | 29.032 | 32.631 | 29.431 | 31.364 | 23.400 | 22.933 | 27.220 | 22.241 | 32.281 |

In den Zahlen aus dem Jahr 2012 zeigen sich als wesentliche Faktoren die deutsche Wiedervereinigung vom 3. Oktober 1990, bei der eine Zentralverwaltungswirtschaft in eine Marktwirtschaft westdeutscher Prägung geändert wurde, der Unterschied zwischen Stadtstaaten und Flächenstaaten, und die unterschiedliche Verteilung wachsender und schrumpfender Wirtschaftsbranchen in Deutschland.

### Verkehrsgeographie
Transportsysteme für Personen, Waren und Informationen spielen in der Verkehrsgeographie eine wesentliche Rolle bei der räumlichen Verteilung des Verkehrs und der Entwicklung der Städte.

#### Transport zu Wasser

Deutsches Wasserwegenetz

Viele Städte entstanden oder entwickelten sich besonders erfolgreich an Flüssen, da auf dem Wasser lange Zeit Transporte am schnellsten und kostengünstigen zu realisieren waren. So führten im Mittelalter die Hansestädte im deutschsprachigen Norden ihren Fernhandel vornehmlich per Schiff. Neben der Kogge für den Seetransport gab es Flachwasser-Varianten, wie der Fund der Poeler Kogge belegt. Ein anderer regionaler Schiffstyp war auf der Donau die Zille. Die in Ulm gebauten Zillen nannten sich „Ulmer Schachteln“ und wurden nur flussabwärts gesteuert und dort als Nutzholz oder zur Weiterverwendung verkauft. Wegen der großen Bedeutung des Schiffstransport entstanden früh Kanäle. So öffnete beispielsweise der Elsterwerda-Grödel-Floßkanal 1742, um den Bedarf an Holz im Raum Dresden-Meißen mittels Flößen aus den Niederlausitzer Wäldern zu befriedigen. Seit der Zeit der Industrialisierung sind die großen Flüsse für die Schifffahrt umgebaut worden. So konnte mit der Rheinbegradigung von 1817 bis 1879 der Rhein zwischen Basel und Bingen um 81 km verkürzt und nahezu ganzjährig befahrbar gemacht werden.
Für große typisierte Binnenschiffe, wie beispielsweise das Europaschiff, das Große Rheinschiff (GRS) oder das Großmotorgüterschiff (GMS), wurden viele Flüsse schiffbar gemacht und neue Schiffskanäle errichtet oder ältere ausgebaut. Wichtige oder außergewöhnliche deutsche Kanäle sind der 99 km lange Nord-Ostsee-Kanal, der die Nordsee mit der Ostsee verbindet, der Wesel-Datteln-Kanal, der 325,7 Kilometer lange Mittellandkanal und der Main-Donau-Kanal, welcher eine durchgängige schiffbare Verbindung zwischen der Nordsee und dem Schwarzen Meer schafft.
Die Seehäfen sind heute für Massengutfrachter, Containerschiffe und Tanker ausgelegt. Vor der Erfindung des Flugzeuges war die Passagierschifffahrt ebenfalls ein bedeutender Faktor, wobei die Massenauswanderungen im 19. Jahrhundert bis Mitte des 20. Jahrhunderts die tiefgreifendsten Spuren hinterließen. Reedereien transportierten Millionen Deutsche und andere Europäer über den Hamburger Hafen (HAPAG) und den Neuen Hafen in Bremerhaven (Norddeutscher Lloyd) nach Übersee. So verließen zwischen 1821 und 1914 über 12 Millionen Europäer über die beiden Häfen den Kontinent. Der aufkommende Nationalsozialismus ab etwa 1933 löste eine weitere Massenflucht von mehreren hunderttausend Menschen aus.
Heute nutzt die Binnenschifffahrt in Deutschland ca. 7300 km Binnenwasserstraßen, wobei ca. 240 Millionen Tonnen Fracht transportiert werden. Die wichtigsten Binnenhäfen sind die Duisburg-Ruhrorter Häfen, die Kölner Häfen, der Hafen Ludwigshafen am Rhein, die Rheinhäfen Karlsruhe und der Hafen Regensburg. Die wichtigsten deutschen Seehäfen finden sich in Hamburg, Bremerhaven und Wilhelmshaven.

#### Wege- und Straßennetz
Ein Netz von Altstraßen verband wichtige Städte und Orte in ganz Europa bis in die zweite Hälfte des 17. Jahrhunderts. Diese unbefestigten Wege hatten ihren Ursprung in Deutschland in keltischer und germanischer Zeit. Um die oft unpassierbaren Täler zu vermeiden, verliefen diese Wege so weit es ging über Anhöhen. Ausschließlich die Römerstraßen entstanden weitgehend unabhängig vom Gelände.
Bedeutende Fernreiseziele waren Wallfahrten nach Rom, Jerusalem und seit dem 11. Jahrhundert auch Santiago de Compostela. Es gab mehrere Routen des Jakobsweges in Deutschland, wobei die meisten Pilger die Altstraßen über Köln und Aachen und über Einsiedeln und Genf nahmen. Diese Städte waren häufig selbst bedeutende Wallfahrtsorte, die Aachener Heiligtumsfahrt führte beispielsweise im 14. und 15. Jahrhundert dazu, dass in Aachen an einigen Tagen angeblich über 100.000 Pilger, bei etwa 20.000 Einwohnern im Jahr 1500, in der Stadt weilten.
Diese Altstraßen wurden auch als Handelsstraßen und Militärstraßen benutzt, die später zu befestigten Landesstraßen wurden. Die wichtigsten Straßen waren die Reichsstraßen, die aus den Reichsstraßen des Mittelalters hervorgingen und die heutigen Bundesstraßen bilden.
Kreuzungspunkte, Brücken, Furten waren oft die Wurzeln für Stadtgründungen, da dort Einrichtungen für die Transporteure entstanden wie: Ausspannen, Restaurants, Chausseehäuser und Stationen der Reichspost.
Die Straßen in und zu den Städten mussten für die Massenverbreitung des Autos umgebaut werden. Heute ist eine nahe und möglichst staufreie Autobahn wesentlich für die Ansiedlung und den Verbleib von Unternehmen. Im Jahr 1994 umfasste das Straßensystem in Deutschland 11.080 km Bundesautobahnen, 42.000 km Bundesstraßen, 88.100 km Landesstraßen und 414.000 km Gemeindestraßen innerorts und außerorts. (siehe auch: Liste der längsten Straßenbrücken in Deutschland)

#### Schienennetz

Deutsches Schienennetz

Ausgehend von Pferdebahnen im Bergbau und in der städtischen Beförderung entwickelte sich mit dem Aufkommen der Dampflokomotive ein Schienennetz, das den Personentransport zwischen den Städten und in den Städten wesentlich verbesserte. Mit der Inbetriebnahme der 115 km langen Leipzig-Dresdner Eisenbahn 1839/40 entstand die erste deutsche Fernbahn und bereits im Oktober 1842 hatte das Schienennetz einen Gesamtumfang von knapp 1000 km und um 1860 von 10.000 km erreicht. Für die Eisenbahnstrecken mussten zur Überquerung von Tälern und Flüssen Brücken gebaut werden, wie beispielsweise die von 1846 bis 1851 gebaute Göltzschtalbrücke, die größte Ziegelbrücke der Welt. Zur Durchquerung von Bergen gibt es die Eisenbahntunnel, wobei einer der frühesten in Deutschland der von 1837 bis 1839 gebaute über 500 Meter lange Oberauer Tunnel war (siehe auch: Geschichte der Eisenbahn in Deutschland, Liste der längsten Bahnbrücken in Deutschland).
Bereits der Streckenverlauf der Leipzig-Dresdner Eisenbahn zeigte, dass nun die Kleinstädte in den Einzugsbereich der Großstädte gerieten, wobei sie heute vornehmlich von S-Bahnen und Straßenbahnen bedient werden. Die Verstädterung ländlicher Gemeinden, einschließlich deren Eingemeindung, begann. Neben dem primären Nahverkehr entstand für den Fernverkehr eine weitere Zuggattung; so fuhr der erste Schnellzug bereits 1851 zwischen Berlin und Köln. Mit dem InterCityExpress wird dies heute fortgesetzt. Dabei werden nur noch Metropolen ohne Zwischenhalt verbunden. Ab Beginn des 20. Jahrhunderts übernahm das Auto zunehmend die Funktion des Personentransports sowohl im Nahbereich der Städte wie in der Fläche. Der Güterverkehr wurde ab den 1960er Jahren zunehmend von LKWs abgelöst.
Im Jahr 2010 gab es in Deutschland 20.743 Lokomotiven und Triebwagen, 9.253 Reisezugwagen und 119.040 Güterwagen.

#### Informationstransport

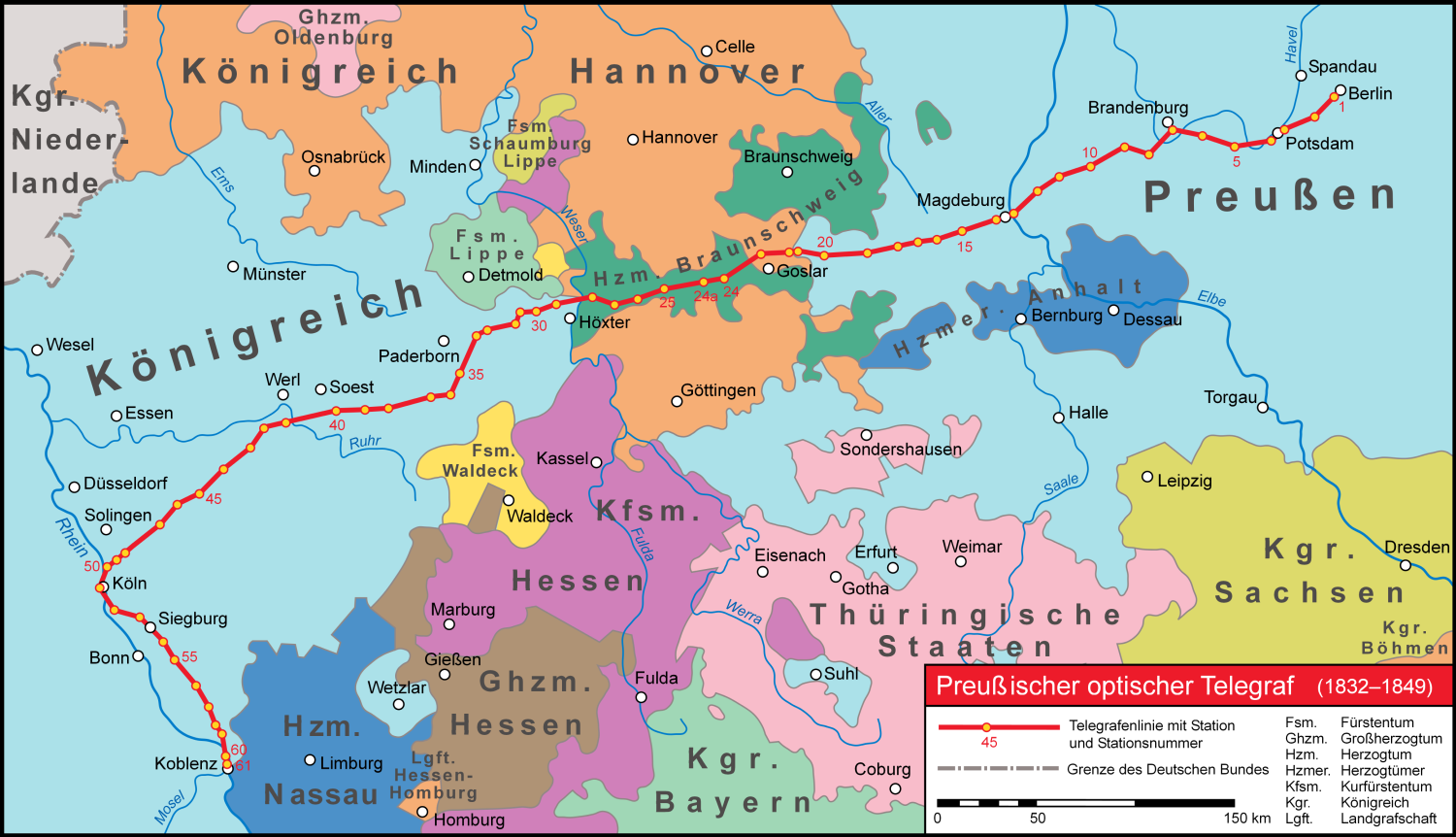
Verlauf der preußischen Telegrafenlinie (Liste der Stationen)

Beim Informationstransport ist zu unterscheiden ob eine Nachricht auf einem materiellen Träger, wie beispielsweise Papier, transportiert wird oder auf einem immateriellen Datenträger. Im ersten Fall werden die gleichen Transportwege wie für den Güterverkehr genutzt, im zweiten Fall müssen neue Transportwege geschaffen werden. Von 1813 bis 1814 gab es die optische Telegrafenlinie Metz–Mainz, der in den Jahren 1832 bis 1849 zwischen Berlin und der Rheinprovinz der Preußische optische Telegraf aus bis zu 62 Telegrafenstationen folgte. Die Stationen waren mit Fernrohren ausgerüstet, mit denen Telegrafisten speziell codierte Informationen von einer signalisierenden Station ablasen und sie unmittelbar an die jeweils folgende weitergaben. Die Stationen lagen bevorzugt auf erhöhten Orten, wie beispielsweise dem 94 Meter hohen Telegrafenberg in Potsdam. Der 1883/84 erbaute Windsemaphor Cuxhaven übermittelte auf optischen Weg Wetterinformationen an Schiffe, die von der Elbmündung in Richtung Nordsee fuhren.
Als Nächstes entstanden fest installierte kabelgebundene Verbindungen, die Telegrafenlinien. Die 1847 in Betrieb genommene elektrische Telegrafenlinie Bremen–Bremerhaven war die erste längere elektrische Telegrafenverbindung Deutschlands, wobei die Drähte auf 5 Meter hohen, weiß gestrichenen Pfosten verlegt wurden. Zur Durchquerung von Flüssen, aber auch für Telegrafenlinien im Meer, gab es Seekabel. Seit etwa 1900 gab es auch Telegrafie per Funk, wodurch wiederum eine kabellose Verbindung möglich wurde.
Für den kabelgebundenen Nachrichtentransport ist auch mit aktueller Technik gelegentlich die Geographie bedeutsam, für den kabellosen Nachrichtentransport hingegen immer. Beim Mobilfunknetz ändert sich die Größe einer Funkzelle abhängig von meteorologischen und geografischen Gegebenheiten. Letztere sind Siedlungsstruktur, Vegetation, Aufbauhöhe und Typ der verwendeten Antennen, der Sendeleistung und dem verwendeten Mobilfunkstandard. Beispielsweise sollen in einer komplexen städtischen Topografie der Transport von Informationen nicht nur jederzeit in der Fläche möglich sein, sondern auch innerhalb hoher Gebäude, in unterirdischen Gebäuden und in Tunneln. Für längere Tunnel gibt es Tunnelfunkanlagen und beispielsweise an verkehrsreichen Kreuzungen, an stark befahrenen Hauptstraßen und in historischen Altstädten mit engen Gassen können sogenannte Mikrozellen aufgebaut werden.
Im frühen 20. Jahrhundert wurden möglichst hochgelegene Funk- und Fernsehtürme errichtet. Der in den 1950er Jahren gebaute 216,61 m hohe Stuttgarter Fernsehturm steht beispielsweise auf einer Hochebene in Stuttgart und die Sendeanlagen auf dem Großen Feldberg in einer Höhe von 880 m auf dem Großen Feldberg im Taunus.

### Wirtschaftssektoren

#### Primärsektor

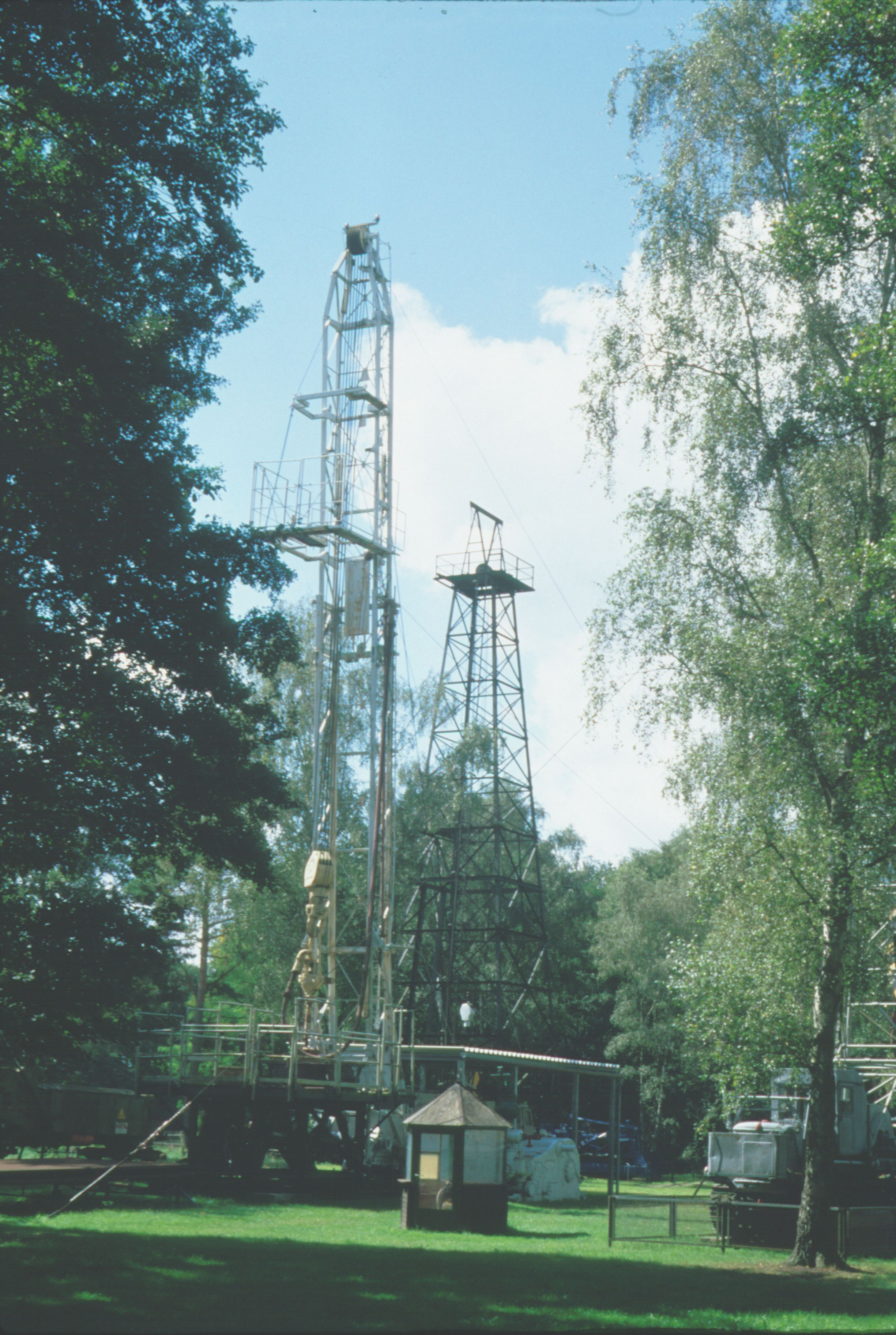
Freigelände des Deutschen Erdölmuseums Wietze

##### Land- und Forstwirtschaft
Die landwirtschaftliche Anbaufläche betrug 189.324 km² im Jahr 2004. Davon waren sieben Millionen Hektar Getreide mit 3,1 Mio. ha Weizen, 2 Mio. ha Gerste und 1,7 Mio. ha Futterpflanzen. Ölfrüchte wuchsen auf 1,3 Mio. ha, Zuckerrüben auf 440.000 ha und Kartoffeln auf 300.000 ha. Dauergrünland gab es auf 4,9 Millionen Hektar und Rebland auf 100.000 ha.

##### Rohstoffe
Es gibt große Lagerstätten an Steinkohle im Ruhrgebiet, im Saarland und im Aachener Revier. Im Rheinischen Braunkohlerevier, im Lausitzer Braunkohlerevier, im mitteldeutschen Braunkohlerevier und im Helmstedter Braunkohlerevier westlich Magdeburg wird Braunkohle abgebaut. Des Weiteren wird Erdgas und Erdöl vorwiegend im Norddeutschen Tiefland und in der Nordsee gefördert, beispielsweise 900.000 Tonnen Öl in Mittelplate. Die Erdölförderung in Mecklenburg-Vorpommern begann in den 1960er Jahren, beispielsweise in Lütow 1966. Insgesamt wurden über 2 Millionen Tonnen Erdöl und fast 1 Milliarde Kubikmeter Erdgas gefördert. Seit etwa 2010 wird in Deutschland nach nicht-konventionellem Erdgas gesucht, dem sogenannten Schiefergas. Das Vorkommen ist riesig, nur ob die Förderung sich finanziell rechnet, muss sich erst noch zeigen.
Es gibt vielfältige Lagerstätten nutzbarer Gesteine wie Sand, Kies, Granit. Es gibt eine Vielzahl von eingestellten Metallbergwerken (Kategorie Erzbergwerk). Im Harz wurde seit 1000 Jahren Silber, Eisen, Kupfer, Blei und Arsen abgebaut. Im Erzgebirge fanden sich Silber, Zinn, Blei und Nickel. Uranerz wurde im Landkreis Sächsische Schweiz, im Erzgebirge und in Ronneburg in Thüringen durch die SDAG Wismut bis vor wenigen Jahrzehnten noch gefördert. In Westdeutschland wurde Uranerz abgebaut in der Grube Krunkelbach und bei Ellweiler. Kupferschiefer, welches Kupfer, Silber, Blei, Zink, Eisen und andere Metalle enthält, gibt es in Deutschland in großen Mengen, doch der Abbau lohnt heutzutage meist nicht mehr. Eine Lagerstätte mit 2 Millionen Tonnen Kupfer und anderen immer wichtiger werdenden Metallen bei Spremberg in der Lausitz auszubeuten, gab es jahrelange Vorbereitungen, die allerdings wegen Unwirtschaftlichkeit 2014 endgültig eingestellt wurden. Im Januar 2009 wurde außerdem die Entdeckung einer Lagerstätte mit etwa 1000 Tonnen Indium im Erzgebirge bekannt. Ebenfalls steht eine große Lagerstätte von Zinn im Vogtland vor dem Abbau. Auch nach Lithium-Lagerstätten wird im Erzgebirge geforscht. 2012 wurde auch wieder mit dem Abbau von natürlichem Graphit, dem sogenannten Hauzenberger Graphit, begonnen. Bedeutend ist nach wie vor der Abbau von Salzen und Kali, bis zum Ersten Weltkrieg hatte Deutschland in dem Bereich das Weltmonopol. Die Salinenkonvention von 1829 zwischen Österreich und Bayern ist gleichzeitig der älteste noch gültige Staatsvertrag in Europa.
Wasser-Ressourcen sind reichlich vorhanden, auch wenn in einigen Regionen Wasser in heißen Sommern zur Mangelware wird (siehe zum Beispiel Dürre und Hitze in Europa 2018#Deutschland und Hitzewellen in Europa 2019). Neben den großen Grundwasservorkommen sind das noch Mineralwasser, Thermalwasser und die aus Regen gespeisten Oberflächenwasser.
Seitdem großtechnisch Windenergie genutzt wird, ist der stetige Wind besonders an den Küsten und in der Nord- und Ostsee (Offshore-Windenergie) als Energierohstoff wieder in seiner Bedeutung gewachsen. In der Mitte und im Süden Deutschlands ist dagegen die energiewirtschaftliche Nutzung von Sonnenenergie konzentriert. Aufgrund der großen Vorräte und dem jährlichen Zuwachs an Holz und sonstiger Biomasse, die beispielsweise zu Holzpellets, zu Biokraftstoff oder zu Biogas aufbereitet werden, bekommt auch die Land- und Forstwirtschaft wieder eine zunehmende Bedeutung als Rohstofflieferant zur Produktion von Bioenergie. Längerfristig bedeutend ist die Biomasse auch als Rohstoffquelle für einige chemische und pharmakologische Produkte, etwa für bio-basierte Kunststoffe. Dies gipfelt in Konzepten wie der Bioraffinerie, wodurch einmal das Erdöl als Rohstoff vielerlei Produkte durch Biomasse ersetzt werden könnte.
In Deutschland wird mit Hilfe der Geothermie Erdwärme gefördert und es gibt einige Stellen, wo Temperaturen größer als 200 °C in größeren Tiefen als 400 m genutzt werden können. Das geschieht beispielsweise im Oberrheingraben. Es hat sich gezeigt, dass das dort geförderte heiße Fluid nicht nur zur Energiegewinnung geeignet ist, sondern auch Lithium in gelöster Form beinhaltet, womit der Oberrheingraben zur größten Lithiumressource Europas wird. Gefördert werden könnte das Lithium dort auf elektrochemische Weise aus dem Fluid.
Ein weiteres modernes Konzept für eine nicht traditionelle Rohstoffproduktion ist das sogenannte „Urban Mining“. Neben dem bereits konventionellen Recycling (Sekundärrohstoffe) werden dabei die im städtischen Umfeld entstandenen Siedlungsabfalldeponien als auszubeutende Lagerstätte betrachtet, wo große, potentiell förderbare Mengen Metalle und Nichteisenmetalle lagern. Selbst der Klärschlamm ist schon in den Blick geraten, um daraus den für die Düngerproduktion wichtigen Phosphor zu entnehmen.